# Луман, Никлас
Ни́клас Лу́ман (нем. Niklas Luhmann; 8 декабря 1927, Люнебург — 6 ноября 1998, Эрлингхаузен) — немецкий социолог, создатель оригинальной теории общества, классик социологии XX века.
На протяжении всей научной карьеры Луман работал над созданием общей социологической теории. Ему удалось пересмотреть основания социологии, сместив акцент в социальной теории от действия к коммуникации, и обновить функционализм. Луман обращался к достижениям радикального конструктивизма, феноменологии, общей теории систем, кибернетики, неодарвинизма. Системная теория Лумана включает теории коммуникации, эволюции, дифференциации, медиа, общества. Учёный рассматривал современное общество как множество систем, которые производят различные реальности смысла и, наблюдая друг за другом, воспринимают мир и другие системы как нечто сложное (комплексное) — как окружающий мир. Социальные системы самоформируются (идея аутопойезиса), устанавливая границы с окружающим миром, и постоянно дифференцируются на подсистемы, между системами нет иерархии. Эти процессы контингентны, их воспроизводство обеспечивается системами коммуникации. Бессубъектная социология Лумана рассматривается как социологический и сциентистский аналог постструктурализма.
Никлас Луман написал более 70 книг и около 500 статей на социологические темы. Его главные работы — «Социальные системы» (1984) и «Общество общества» (1997). Учёный бо́льшую часть жизни проработал в Билефельдском университете, его полемика с Юргеном Хабермасом занимала важное место в интеллектуальной жизни Германии второй половины XX века. Созданная Луманом в 1950—1960-е годы картотека (Zettelkasten), достигшая 90 тысяч наименований, предвосхитила технологию гиперссылок интернета.

## Биография

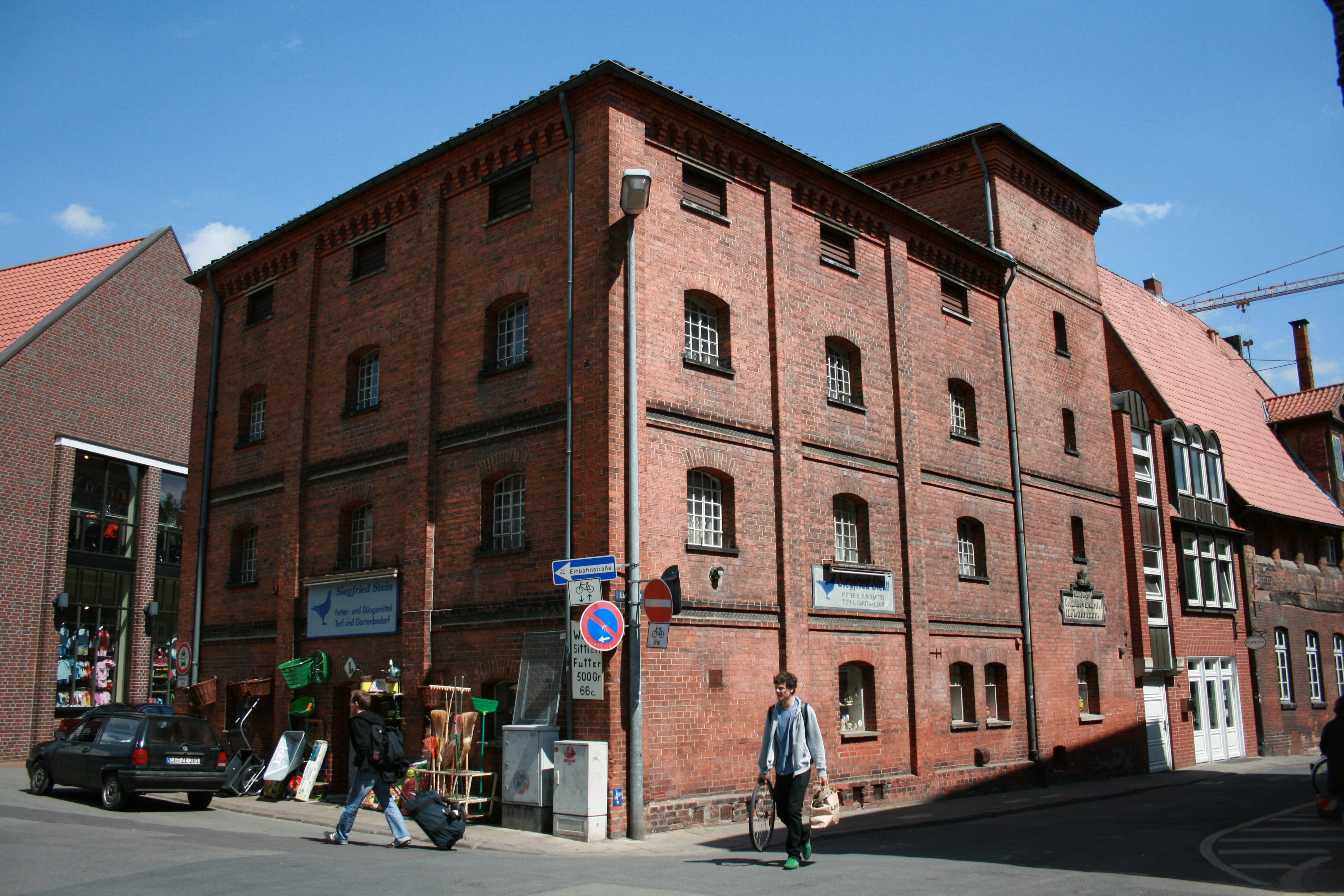
Здание пивоварни семьи Луман

Никлас Луман родился 8 декабря 1927 года в Люнебурге, небольшом городке к юго-востоку от Гамбурга. Его отец, Вильгельм Луман, владел пивоварней и солодовней и был членом местного бизнес-сообщества. Мать, Дора Гюртнер, происходила из бернской семьи отельеров. У Никласа было два младших брата. Его дед был одним из двух сенаторов (Senator), управляющих Люнебургом; поэтому, по словам Лумана, семья была известной в городе.
В 1937—1946 годах учился в классической гимназии Иоганнеум в Люнебурге. Детство Лумана прошло в нацистской среде, он безальтернативно попал в гитлерюгенд; у него остались негативные воспоминания о строевых маршах и приветствиях. Школа была пропитана идеями национал-социализма, но его семья дистанцировалась от режима, при котором её благополучие ухудшилось из-за новых налогов, затронувших пивоваренный бизнес. Луман вспоминал, что отношения семьи с нацизмом «всегда были сложными, но их можно было решить, как-то спрятавшись и сделавшись незаметным, насколько возможно». Луман-старший не поддерживал ни социал-демократов, ни нацистов, его взгляды Луман описывал как экономически либеральные. Летние каникулы Никлас проводил в Швейцарии, что тоже влияло на мировосприятие. Он учился прилежно, окружающие отмечали «непреодолимую манию чтения». Весной 1943 года вместе с классом (Никлас был на год младше остальных, поскольку перешёл через класс) попал в службы зенитных войск (люфтваффе), в конце 1944 года после короткой подготовки был призван на фронт (юг Германии) и весной 1945 года попал в плен к американцам. Вначале он находился в Людвигсхафене, затем — в трудовом лагере близ Марселя. Осенью его отпустили, поскольку ему ещё не было 18 лет. Школьный аттестат он получил в 1946 году. В 2007 году журнал «Шпигель» обнародовал информацию о членстве Лумана в НСДАП (1944); вступление в партию, вероятно, имело место к дню рождения Гитлера в рамках обязательного коллективного приёма членов гитлерюгенда 1926 и 1927 годов рождения.
В 1946—1949 годах изучал право во Фрайбургском университете. На решение повлияла общая обстановка социального распада 1930-х и 1940-х годов, как и военный опыт, включая нарушения Женевской конвенции, которые он наблюдал в плену — его избивали, и некоторые несовершеннолетние товарищи были отправлены на работы во французские шахты. Луман занимался римским правом, получил диплом в 1949 году. Об этом периоде его жизни известно мало; он хотел работать в Люфтганзе (международное и авиационное право), но, потерпев неудачу, стажировался у практикующего юриста в родном городе и сдал второй из необходимых экзаменов в 1953 году. Неудовлетворённый работой (его не устраивала зависимость от клиентов), получил место помощника председателя Высшего административного суда Нижней Саксонии (1954—1955), где занимался, в частности, созданием библиотеки неопубликованных решений, а в 1956—1962 годах работал референтом и старшим советником ландтага в министерстве культуры Нижней Саксонии (Ганновер). В его обязанности входили вопросы компенсации населению ущерба, причинённого нацистским режимом.
Луман никогда не был членом политической партии, что, по его утверждению, определило неудачу в административной карьере, в дополнение к нежеланию напиваться на мероприятиях; интеллектуальные интересы — философия, социология, поэзия — не способствовали карьерному росту. В 1951 году он начал свою знаменитую картотеку (Zettelkasten). К 1955 году Луман закончил диссертацию о консультативных органах, к которой «утратил интерес». Он много занимался самообразованием, читал Гельдерлина, Достоевского, Камю, Жан Поля, Томаса Манна, Декарта, Малиновского, Радклифф-Брауна, Гуссерля. В 1958 и 1960 годах состоялись две первые публикации в журнале административных наук Verwaltungsarchiv; первая статья называлась «Понятие функции в административной науке». В 1960 году Луман женился на Урсуле фон Вальтер. У них было трое детей: Вероника (1961), Йорг и Клеменс (1963). После смерти жены в 1977 году Луман переехал с детьми в Эрлингхаузен, около Билефельда, где прожил до самой смерти.

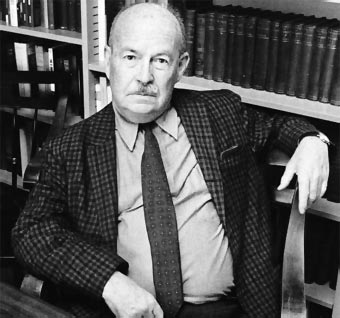
Толкотт Парсонс

В 1960 году Луман по объявлению узнал о возможности обучения в Гарвардском университете и получил стипендию от американского правительства на обучение в Литтауэровском центре государственной администрации. Он в основном стажировался (1960/1961) в департаменте социальных отношений у знаменитого социолога Толкотта Парсонса, от которого узнал о теории социальных систем. По возвращении Луман ушёл с государственной службы и в 1962 году устроился на должность научного сотрудника в исследовательском институте при Высшей школе административных наук в Шпейере, где проработал до 1965 года. В 1962 году в журнале Kölner Zeitschrift für Soziologie und Sozialpsychologie было опубликовано ставшее классическим эссе «Функция и причинность». В 1963—1968 годах Луман написал 7 книг (часть в соавторстве) и ряд статей по социологии управления и организаций. В 1964 году вышла первая книга «Функции и следствия формальной организации», в 1968 году — «Понятие цели и системной рациональности: о функции целей в социальных системах». В 1965 году по приглашению Хельмута Шельски, ведущего немецкого социолога и интеллектуала того времени, стал руководителем департамента центра социальных исследований Мюнстерского университета в Дортмунде. Луман согласился после некоторых колебаний. В течение 1966 года Луман получил две степени — доктор социальных наук (на факультете права и государственного хозяйства Мюнстерского университета) и доктор социологии (хабилитация, позволяющая преподавать в университете), ему зачли первую и вторую книги.
С начала 1960-х годов Луман использовал название «системная теория» (или «теория систем»; Systemtheorie), от которого никогда не отказывался, подразумевая преемственность с Парсонсом и общей теорией систем. Его первая лекция в Мюнстерском университете в 1967 году под названием «Социологическое просвещение» инициировала исследовательский проект, который продолжался всю жизнь: создать всеобщую социологическую теорию и детально рассмотреть все измерения современного общества. В докладе Луман призвал к пересмотру понятия Просвещения в пользу «благоразумного Просвещения» (abgeklärte Aufklärung), осознания ограничений, скромности: сложность современного общества более не позволяет апеллировать к разуму или прогрессу для разрешения социетальных проблем. Намеченные в докладе идеи выросли в одноимённую серию книг. Шесть томов «Социологического просвещения» составлялись преимущественно из статей.
В 1968 году стал первым профессором социологии в новом университете Билефельда (под руководством Шельски), где преподавал и занимался научной работой до выхода на пенсию в 1993 году. Луману предлагали работу в Альбертском университете (Канада) и Европейском университете (Флоренция), но он отказывался, объясняя, что не может рисковать своей картотекой из-за возможных транспортных происшествий. В зимнем семестре 1968—1969 годов Луман по рекомендации Людвига фон Фрайбурга замещал Теодора Адорно во Франкфуртском университете, вёл семинары по системной теории и социологии любви. Там он познакомился с Юргеном Хабермасом, а с Адорно, скорее всего, так и не встретился.
В первые годы его преподавания в Германии, как и в других странах, бушевало студенческое протестное движение. Луман дистанцировался и от «обвиняемых», и от «обвинителей». Он не симпатизировал различным версиям марксизма и критической теории того времени, но не присоединялся и к консервативной немецкой профессуре. В Билефельдском университете он написал о будущих исследованиях: «проект — „теория общества“, планируемый срок — 30 лет, расходы — никаких». Луман считал, что все классические теории, от Маркса до Вебера и от Дюркгейма до Зиммеля, не адекватны современному обществу и думал о «сверхтеории». Фраза из эссе «Комплексность и демократия» (1969) «Всё может быть другим — и я вряд ли могу что-либо изменить», по одной из версий, стала отправной точкой его проекта. С конца 1960-х теория общества затрагивалась в различных статьях, а позднее, с 1980-х годов, — в монографиях. Луман также написал множество книг на самые разные темы: власть, риск, доверие, организации и др.
Совместные с Хабермасом планы руководить проектом Института Макса Планка в Штарнберге по исследованию условий жизни в мире науки и техники вскоре рухнули. В начале 1970-х годов Луман участвовал в дебатах с Франкфуртской школой (полемика «Хабермас-Луман» или «Франкфурт-Билефельд»). В 1971 году вышла совместная книга-дискуссия с Хабермасом «Теория общества или социальная технология. В чём достижения системного исследования?», сделавшая Лумана знаменитым в академическом мире (к 1990 году продажи составили 50 тысяч экземпляров). Издательство Колумбийского университета предложило перевести книгу на английский, но Хабермас отказался. Позднее Луман утверждал, что полемика была бесплодной и в интеллектуальном плане ничего ему не принесла, ввиду радикального различия во взглядах. В 1970—1973 годах Никлас вместе с социологом Ренате Майнц и другими участвовал в комиссии по реформе государственной службы. С 1976 года Луман, Хабермас, Дитер Генрих и Ханс Блюменберг издавали серию «Теория» в издательстве Suhrkamp.
В 1974 году Луман стал членом Рейнско-Вестфальской академии наук, в 1975/76 году был профессором Новой школы социальных исследований в Нью-Йорке. В конце 1970-х годов консультировал Христианско-демократический союз Германии по вопросам будущего государства всеобщего благосостояния. Луман разочаровался в консультировании, когда его попросили оценить кандидатов для избирателей (хороший или плохой). В августе и сентябре 1980 года — приглашённый профессор кафедры социологии Альбертского университета в Канаде. В 1980 году Луман познакомился с Раффаэле де Джорджи, с которым в университете города Лечче (ныне — Университет Саленто) основал «Центр изучения рисков» («Centro di Studi sul Rischio»). Центр располагался в оливковой роще и представлял собой комнату с печатной машинкой; там Луман написал промежуточную версию своей социальной теории «для университетского использования». С 1983 года контактировал по вопросам организаций с консультантами из различных консалтинговых компаний в Вене при посредничестве Стефана Титчера. В 1984 году получил свою первую почётную докторскую степень (Dr. iur. h.c.) в Гентском университете, за которой последовали почётные степени в университетах Мачераты, Болоньи, Ресифи, Лечче, Трира. В зимнем семестре 1986/87 годов в Билефельдском университете читал лекции чилийский биолог Умберто Матурана, они провели совместный семинар.
В 1980 году был опубликован первый из четырёх томов под названием «Социальная структура и семантика: исследования социологии знания в современном обществе», четвёртый том вышел в 1995 году. Над материалами Луман много лет работал в Национальной библиотеке Франции во время учебных каникул. Учёный эмпирически анализировал исторические сдвиги в семантике самоописания общества в процессе перехода от стратифицированного аристократического общества к дифференцированному обществу книгопечатания. К циклу примыкает работа «Любовь как страсть» (1982). С начала 1980-х годов в соавторстве с Карлом Эберхардом Шорром Луман публиковал серию книг о педагогике. В 1984 году вышла книга «Социальные системы: очерк общей теории». Работа утвердила положение Лумана в качестве ведущего немецкого социолога. В «Социальных системах» Луман представил введение в теорию общества. Автор писал:

Социология находится в теоретическом кризисе. Эмпирические исследования, в целом действительно успешные, увеличили наши знания, но не привели к единой социологической теории. Социология как эмпирическая наука не может не претендовать на пересмотр своих высказываний на основании данных, полученных при исследовании реальности, сколь бы ни были стары либо новы бурдюки, в которые разливают полученное знание. Однако именно на этой основе она не может обосновать особенность своей предметной области и своего единства в качестве научной дисциплины. Разочарование зашло так далеко, что этого даже больше не пытаются сделать.
В год чернобыльской катастрофы вышла книга «Экологическая коммуникация: может ли современное общество приспособиться к экологическим угрозам?». В работе Луман указывал партии зелёных на противоречивую реакцию современного общества на экологические угрозы: массмедиа и мораль демонстрируют алармизм, который смягчается функциональными системами. В книге «Социология риска» (1991) автор развивал эту тему: организации перегружены рискованными решениями в бизнесе, политике, образовании, науке, юриспруденции и религии. Исследования отдельных функциональных систем составили книги «Экономика общества» (1988), «Наука общества» (1990), «Право общества» (1993) «Искусство общества» (1995), «Реальность массмедиа» (1996).
В 1988 году Луман получил Гегелевскую премию от города Штутгарта и Международной Гегелевской ассоциации. Как приглашённый профессор он читал лекции в юридической школе Северо-Западного университета Чикаго (1989), в школе права им. Б. Кардозо Университета Йешива в Нью-Йорке (1992), в Университете Содружества Виргинии (1993) и др. В прощальной лекции 1993 года в Билефельде Луман разграничил две социологии: «Что происходит?» (Дюркгейм) и «Что за этим кроется?» (Маркс). Для Лумана третьим ответом было изучать наблюдателя, который наблюдает за тем, «что происходит». В память о лекциях Гуссерля 1935 года Луман в 1995 году прочитал доклад, где связал свой ранний интерес к феноменологии с поздними работами по «теории нестабильных систем». Изложение социальной теории увенчал двухтомный магнум опус — «Общество общества» (1997). В предисловии автор отметил: «время осуществления — тридцать лет; издержки — отсутствуют». За этот труд Луман был удостоен Европейской премии Амальфи в области социологии и общественных наук.

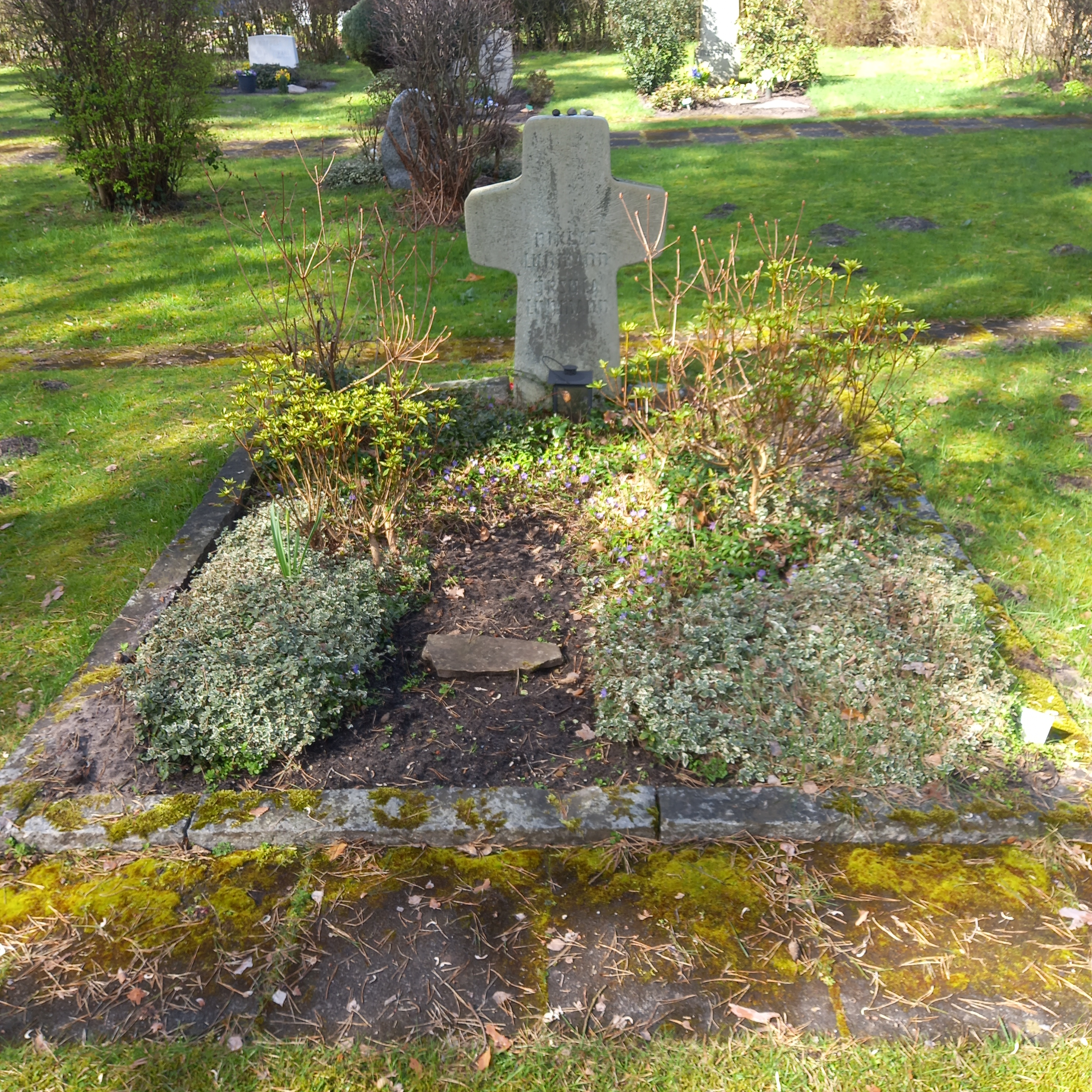
Могила Лумана и его жены Урсулы в Эрлингхаузене

Луман умер от рака крови 6 ноября 1998 года. Он похоронен в Эрлингхаузене. Посмертно было издано множество работ, хотя далеко не все: на 2016 год насчитывалось более 150 неопубликованных рукописей. Среди изданного — «Организация и решение» (2000), «Политика общества» (2000) и «Религия общества» (2000) (обе последние — под редакцией Андре Кизерлинга), «Система образования общества» (2002, ред. Дитер Лензен). В 2011 году литературное наследие Лумана — картотеку, рукописи, переписку и библиотеку — приобрёл Билефельдский университет. В 2015 году начался долгосрочный исследовательский проект по сохранению научного наследия и предоставления доступа к нему исследователям и широкой публике. Проект проводится Билефельдским университетом (при содействии Вуппертальского и Кёльнского университетов) под эгидой Вестфальской академии наук и включает обработку, каталогизацию, частичную оцифровку и издание наследия.

## Личность
Луман с отвращением относился к биографиям, считая их «коллекцией совпадений». Отмечается, что он культивировал ироническую отстранённость, в том числе и от собственных работ, и в общении старался сохранять дистанцию. Обсуждая свою болезнь, Луман, подобно ипохондрикам, мог долго описывать факты и детали; в рассказах о военном периоде избегал описания ужасов и лаконично сообщал, что эти события помогли ему понять случайность и социальный хаос. Его воспоминания были не пафосными и яркими (хотя явно были личными), а сухими и скорее поучительными для необходимости социального порядка. Луман никогда не писал прямо о национал-социализме, и, несмотря на важный личный опыт, эта тема, возможно, была для него менее значима, чем для других немецких мыслителей его поколения.
Его юридическое образование не влияло на поздние работы — как социолог Луман никогда не допускал ошибки, приписывая праву чрезмерное значение, но из его работ было очевидно, что эту область он знал лучше всего. Работа в государственной администрации отразилась на первоначальном интересе к теории управления и социологии организаций; парадигмой социального порядка Луман считал право, а не политическую демократию, связывая решение социетальных проблем с государственным управлением, а не частным сектором, что, впрочем, вписывалось в двухвековую германскую традицию. Тем не менее, он старался преодолеть границы исторической эпохи, в которой жил (что можно объяснить резким скачком Германии от нацизма к либеральной демократии, чему Луман был свидетелем), отказавшись поддерживать ту или иную идеологию. Он не слишком любил университет и сначала не хотел преподавать — общение в 1950-е годы с интеллектуалами Третьего Рейха, которые требовали компенсаций, поскольку их лишили права преподавания, не способствовало уважению к университетской среде. Луман скептически относился к любой форме здравого смысла: к распространённой вере в рациональность, к мистификациям принятия решений, ориентирам на консенсус в качестве универсального рецепта в социальных науках, к возможностям успешной коммуникации и управления сложными социальными системами, к морали и ценностям, даже к алармистским «мифическим озоновым дырам». Он мало контактировал со СМИ и иногда советовал студентам не читать газеты; у него дома никогда не было телевизора. Тем не менее, одним из самых знаменитых его изречений стала фраза «Всё, что мы знаем о нашем обществе и даже о мире, в котором живём, мы узнаём через массмедиа».
Луман вёл спартанский образ жизни, хотя любил путешествовать, объясняя, что это «опыт различия»; ему нравился Чикаго, прежде всего из-за хорошей библиотеки книг по общему праву, при этом он отмечал интеллектуальную изоляцию США. Больше всего Луман любил проводить время на солнце, ему нравилось работать на террасе. Он часто посещал Италию, мечтая провести остаток дней в Лечче; этого не случилось. В целом Луман предпочитал спокойную жизнь, что позволило ему установить наиболее впечатляющий рекорд по количеству публикаций в социологии XX века.
Луман воплощал образ сосредоточенного, отстранённого и непрерывно думающего мыслителя, который чувствовал связь со «Старой Европой» (Alteuropa), хотя относился к ней с иронией и грустью. «Мир просвещения» (Bildungswelt) — античности, гуманизма, древнегреческого и латыни, поэзии от Гомера до Гёте, философии Канта и Гегеля, с которым он рано встретился в гимназии и который расходился с реальностью времён краха Третьего рейха, — всегда оставался в центре его работ, хотя Луман-учёный ушёл от него так далеко, как никто другой.

## Картотека
Продуктивность Лумана стала легендарной, как и его картотека, достигшая 90 тысяч наименований. В 1950—1960-е годы Луман смоделировал современную компьютерную систему баз данных на основе многоуровневого хранения документов и метода ссылок (позволявших получать больше информации в последующем запросе по ключевым словам), который предвосхитил технологию гиперссылок (гипертекста) интернета.
Луман не делал тайны из картотеки и даже шутил по её поводу; объяснял, что начал картотеку из-за «плохой памяти»; первоначально он помещал конспекты в книги и использовал папки. На пронумерованных карточках формата A4 (обычно на одной стороне, поскольку вторая уже была использована) конспектировалось прочитанное, собственные тезисы и концепты, непрояснённые вопросы и библиографические описания. Выписки затем перерабатывались; к 1970 годам карточки стали более компактными и тезисными, их составление — более творческим.

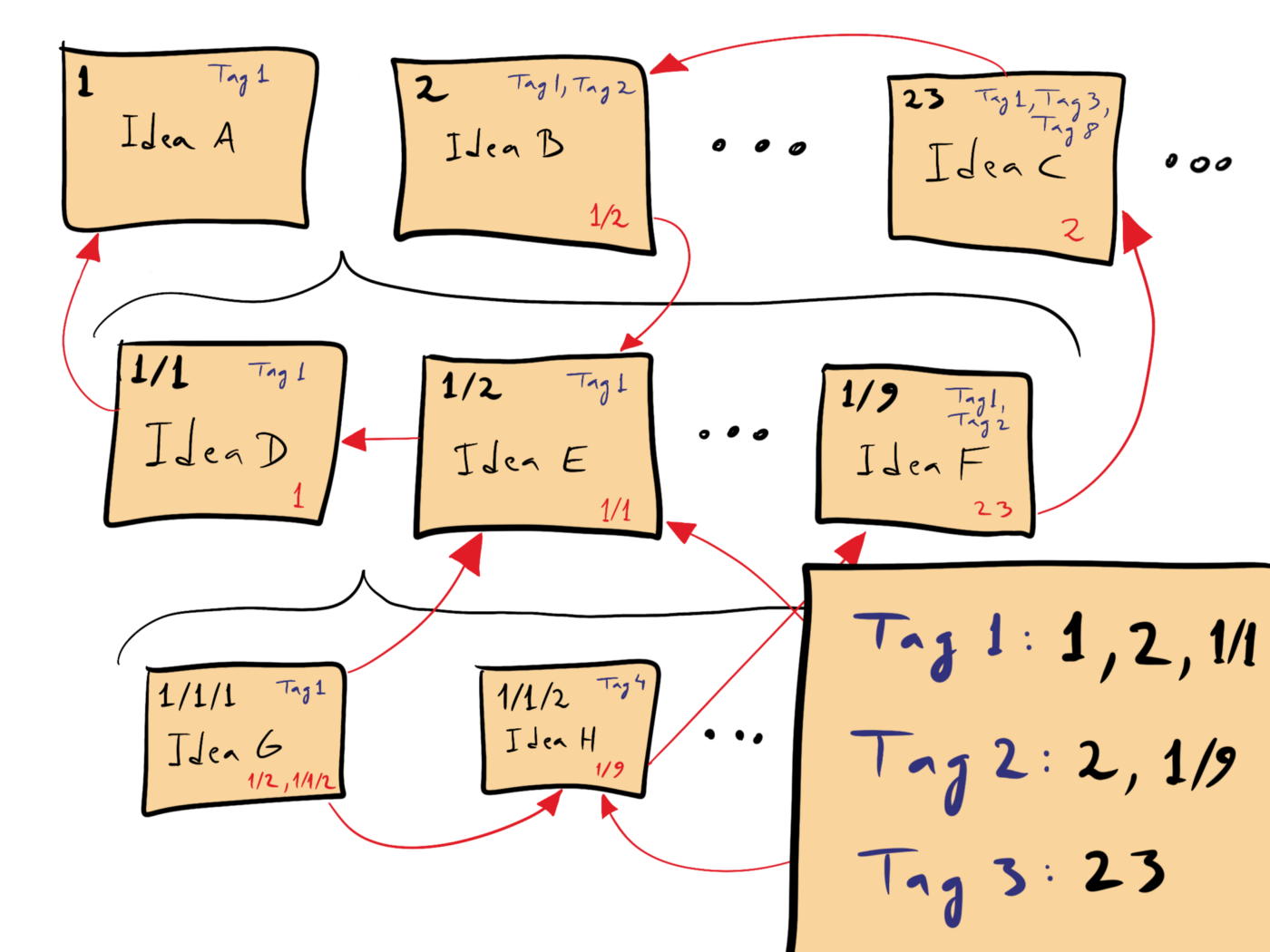
Схема картотеки Лумана

Картотека из шести шкафов и 27 ящиков включала две коллекции карточек формата A6: периода 1951/1952—1962 годов (эпизодически — до 1973 года), темы — политология, философия, социология, исследования управления и организаций, и периода 1962/1963—1996/1997 годов (социологические темы). Неизвестно, почему Луман начал вторую коллекцию, но он, вероятно, планировал заменить первую картотеку второй, поскольку в начале 1960-х годов заново начал нумеровать карточки; обе коллекции слабо связаны. Первая коллекция содержит около 23 или 24 тыс. карточек, разделённых на 108 секций по темам, 2 тыс. источников, 15 тыс. ссылок, 1250 ключевых слов. Вторая коллекция включает 66 или 67 тыс. карточек, 11 секций и 100 подсекций, 3200 ключевых слов.
Луман использовал особые правила нумерации, внутренней системы ссылок и ключевых слов. Карточки нумеровались не по содержанию, а по месту в картотеке. Ссылки либо были частью более широкой структуры (аналогично содержанию книги), либо были коллективными («карточки-шапки» какой-либо темы) или одиночными. Ссылка могла вести в совершенно другую — по расположению или теме — область картотеки. Номер карточки указывался на других карточках — таких ссылок около 20 тысяч в первой картотеке и 25—30 тысяч — во второй. Карточки со ссылками являлись узловыми точками, узлами, которые обеспечивали связи с другими карточками в сети, хотя существовали и изолированные карточки. Указатель ключевых слов, в отличие от книжных аналогов, обычно не превышал 1—3 ссылок на один термин, поскольку внутренняя система ссылок позволяла быстро получить доступ к соответствующим записям.
Луман называл картотеку «паутинообразной системой»; «кибернетической системой, комбинацией хаоса и порядка, группировки и непредсказуемых комбинаций из селекции ad hoc»; как и в авторской концепции коммуникации, элементы картотеки получали смысл через отсылки к другим элементам. По признанию Лумана, объём и разнообразие его публикаций было бы невозможно обеспечить без картотеки: главы и части книг вырастали из техники коллажа: карточки тематически выстраивались, затем их порядок перестраивался. В то же время картотека была системой, выстроенной вокруг концептов и тем. Предполагается, что картотека в первую очередь служила мыслительным инструментом и документировала ход размышлений и эволюцию мысли её создателя.
На 2020 год первая часть картотеки оцифрована и выложена в интернете.

## Интеллектуальные источники и идейные связи
Об интеллектуальных источниках раннего Лумана известно мало; отмечается долговременное влияние феноменологии Гуссерля и теории социальных систем Парсонса. В 1950-е годы главной фигурой для Лумана был Гуссерль, в 1960-е — Парсонс; в 1970-е и 1980-е — Умберто Матурана и Хейнц фон Фёрстер; наконец, в 1990-е — Джордж Спенсер Браун. Учёный не столько интерпретировал классиков (Дюркгейм, Вебер, Парсонс), хотя писал о них, сколько обращался к биологии, философии, математике, кибернетике и общей теории систем.
Из феноменологии Луман заимствовал понятие «мир» как место бесконечных возможностей и конечный горизонт опыта, идею жёсткого разделения сознания и коммуникации, психических и социальных систем, концепцию смысла. Направленность смысла как на внутреннее состояние, так и на внешний мир явно имеет корни в идее интенциональности. Аутопойезис и самореференция напоминают процессы конституирования элементов сознания и их темпорализацию у Гуссерля (понятия ретенции и протенции). В поздних работах Луман избегал ссылок на Гуссерля, предпочитая «логику смысла» Жиля Делёза.
Луман задействовал практически все достижения социологии Парсонса, включая центральное понятие социальной системы, и заново их интерпретировал. В начале «Социальных систем» Луман указывал, что отправная точка Парсонса — понятие социальных систем действия; следуя Веберу, Парсонс считал социологию теорией действия. В «Обществе общества» теория Парсонса определялась как «единственная имеющаяся ныне в наличии систематическая социологическая теория». Лумановская «функционально-структурная теория» 1960-х годов акцентировала исторический и компаративистский функционализм, с методологическим отказом от каузального объяснения. Луман, в отличие от «структурно-функциональной теории» Парсонса, рассматривал не функции социальных структур, а проблему функциональных референций, исследовал, как различные структуры способны разрешать социетальные проблемы. Этот подход имел переклички с эволюционной биологией Дарвина и традицией институционализма Торстейна Веблена.
Центральным для лумановской теории стало понятие аутопойезиса, разработанное биологами Умберто Матураной и Франциско Варелой. У Матураны живые организмы рассматриваются как организационно и информационно закрытые системы, хотя энергетически открытые. Закрытость позволяет системе, сохраняя идентичность при изменениях, определять и производить собственную организацию и информацию (знание или восприятие). Из теории тривиальных и нетривиальных систем Хейнца фон Фёрстера Луман заимствовал понятия парадокса, тавтологии и самоописания, наблюдений первого и второго порядка. Луман обращался к «логике форм» малоизвестного математического логика Спенсера Брауна (понятия различения и индикации).
Теория коммуникации Лумана задействовала достижения математической теории коммуникации Клода Шеннона и Уоррена Уивера (информация как выбор сообщения из множества сообщений) и кибернетики Норберта Винера (описание процессов обратной связи или контроля, в которых вероятности распределения возможных сообщений постоянно рассчитываются и корректируются). Кибернетика и общая теория систем (работы Уильяма Эшби и Людвига фон Берталанфи) оказали влияние на различение системы и среды, в частности, закон необходимого разнообразия, который связывает комплексность системы с турбулентными состояниями в среде. Из этих дисциплин Луман взял ряд ключевых терминов: код, информация, коммуникация, комплексность, порядок, структура, стабильность, изменение, процессирование, рекурсия, обратная связь, эмерджентность, самореференция, элемент / отношение, оперативная замкнутость, структурное сопряжение и др.
Другие источники — философия Гегеля, которой следует концептуализация «всемирного общества», преодолевающего прежние политические и культурные границы; феноменология времени Хайдеггера, антропология Арнольда Гелена (идея социальных институтов как замены инстинктов связывается с решением проблемы комплексности через систему), концепция ограниченной рациональности Герберта Саймона; Фриц Хайдер (различение вещи и медиума), феноменология Альфреда Шюца, Кеннет Берк, Гастон Башляр, Роберт Мертон, Дональд Кэмпбелл, Райнхарт Козеллек, Ирвинг Гофман, Грегори Бейтсон, Анри Атлан. Раздел «Связи, отношения, различия» «Luhmann-Handbuch» включает статьи о Гегеле, Г. Тарде, Дж. Г. Миде, Э. Кассирере, Хайдеггере, Г. Гюнтере, Фуко, Хабермасе и критической теории, Х. Уайте, Ж. Деррида, П. Бурдьё, Э. Лакло и Ш. Муфф, семиотике (Ч. Пирс и Ф. Соссюр), социологии знания (К. Маннгейм, Шюц, П. Бергер и Т. Лукман), «Лейпцигской школе» (Х. Фрайер, А. Гелен, Х. Шельски), конструктивизме.

## Теория
В теории Лумана выделяются общая теория социальных систем, теория общества модерна и более детальные исследования систем современного общества. Системная теория включает теории коммуникации, эволюции, дифференциации, медиа, общества. Весь исследовательский проект Лумана разделяется на две или три фазы. Часто рассматривают два основных периода: первый выстраивается вокруг функционализма до публикации прорывной работы «Социальные системы» (1984). Второй период связывается с понятием аутопойезиса и центральной ролью коммуникации.
«Рекурсивная вселенная» Лумана характеризуется беспорядком и нелинейной сложностью. Сложность социального мира отражалась в теоретической конструкции, избегающей упрощения и редукционизма в описании общества. Теория не имела иерархической структуры, а представляла сеть взаимосвязанных понятий, которые определялись через взаимные отсылки (как серия различий), понятия можно было сочетать различными способами.

### Системы

#### Система и окружающий мир
«Социальные системы» начинаются со знаменитой фразы «Нижеследующие размышления исходят из существования систем». Высказывание не имеет дела с онтологией и не означает, что мир состоит из систем, поскольку нет ничего вне наблюдения наблюдателей. Луман указывает на наличие предмета исследования, признаки которого делают оправданным обращение к понятию системы; абстрагирование позволяет аналитически выделить содержание предмета. После краха ньютоновской физики и появления теории относительности и принципа неопределённости возникли сомнения в абсолютности законов применительно к химическим и физическим элементам и в однородности пространства и времени. Одним из новых понятий стала система — в кибернетике Винера и общей теории систем Берталанфи. Для Лумана теория систем — наиболее адекватный и развитый теоретический подход, который позволяет осмыслить современное общество. Луман отмечает переход в последние десятилетия от закрытых систем к открытым (Берталанфи), к обмену энергией со окружающим миром и, что более важно, появление аутопойетической парадигмы.
Простая операция в основе всей социологии Лумана — мир разделяется на систему и окружающий мир (Umwelt). Система и окружающий мир возникают из мира (Welt). Мир у Лумана — одно из трех конечных понятий, которые не подвергаются различию (автор пишет о «святой троице»), поскольку включают собственное отрицание: мир, смысл и реальность. Мир — это единство различия между системой и окружающим миром, их безграничный горизонт.
Система дифференцируется от окружающего мира и без него не существует, без различия нет и системы. Понятие системы «подразумевает единство (или единство производства) различного»; система есть различие между собой и окружающим миром. Как совокупность связанных элементов она конституируется через производство и поддерживание различия с окружающим миром с помощью границ, которые определяются областью системы. Различие происходит дважды: оно производится системой, а затем наблюдается внутри неё. Система развивает безразличие к своему окружающему миру и по-разному реагирует на одинаковые ситуации, приспосабливается не к окружающему миру, а к самой себе. Система не наблюдает окружающий мир целиком, а выборочно задействует каузальные отношения. За границами системы элементы не зависят от неё и могут быть отобраны другой системой. Системы могут сходиться в некоторых элементах, однако селекции, способность присоединения и темпоральность систем всегда различны: у каждой системы возникает «собственное системное время, которое должно сочетаться с мировым временем», своё прошлое и будущее.
Окружающий мир включает элементы, которые не относятся к системе, поэтому Луман различает окружающий мир системы и системы в окружающем мире. Социальный мир состоит из множества систем, по-разному связанных друг с другом. Система дифференцируется только от собственного окружающего мира, который может включать другие системы, но границы системы не позволяют их увидеть. К примеру, система панков отделяет себя от окружающего мира конформизма через независимый образ жизни, вкусы, взгляды и т. д., которые производятся и воспроизводятся, поддерживая различие от остального общества. Окружающий мир системы панков отличается от мира системы любителей вин. «Не существует саморефлексии окружающего мира, тем более его способности действия», хотя система может приписывать ему любые действия (панки приписывают не-панкам конформизм). Согласно Луману,

Окружающий мир — феномен, относительный к системе. Каждая система выделяет из своего окружающего мира лишь себя... Окружающий мир есть лишь негативный коррелят системы. Он не есть единство, способное к операциям, он не может воспринимать систему, обсуждать её, влиять на неё. Поэтому можно также утверждать, что посредством указания на окружающий мир и допущение его неопределённости система тотализирует саму себя. Окружающий мир — это просто «всё остальное».
Луман выделяет три типа больших самореферентных систем: живые (клетки, мозг, организмы), психические и социальные, которые по-разному относятся к окружающему миру. Живые системы связаны с операциями в области жизни через средства (медиа), существующие в природе: температура, давление, электрические импульсы, вирусы и т. д.; операции в психических системах конституируются сознанием и состоят из мыслей («интенциональных актов» Гуссерля), чувств и эмоций; отличительный тип операций социальной системы — коммуникация. Социальная система коммуницирует; живая система может только жить. Луман допускал появление в будущем других систем (в меньшей степени компьютерной, в большей — системы глобального климата), однако сейчас можно говорить только о трёх типах. Внутренняя организация систем определяется оперативной замкнутостью, самоорганизацией, аутопойезисом, самореференцией.

#### Редукция комплексности
Комплексность / сложностность (Komplexität) — космологическая идея, определяющая всё творчество Лумана. Комплексность лежит в основе общества, социального порядка, социальных систем и взаимодействий. Понятие имеет сходство с математическими и социологическими теориями, однако Луман сохранял открытость и амбивалентность концепта, обозначавшего как специфический тип связей между элементами системы, так и неявную онтологическую установку о природе реальности. Комплексность указывает не на реальный мир, а на все возможные события во всех «возможных мирах». Мир — место бесконечной комплексности, которое воспринимается как хаос, а не как космос.
В «Социальных системах» Луман определяет комплексность как различие или порог («перепад комплексности»), отмечающий тип отношений между элементами: о комплексности можно говорить, когда «становится невозможным, чтобы каждый элемент в любое время был связан с любым другим»; возникает несколько связей с конкретным событием, что указывает на темпоральность. Комплексность «означает необходимость отбора, необходимость отбора означает контингентность, а контингентность означает риск». Комлексность упрощается (редуцируется) через формирование менее сложных систем, чем их окружающий мир: системы всегда представляют окружающий мир более комплексным, чем себя. Редукция превращает недифференцированный хаос («неразмеченное пространство») в конкретные сущности, один из миров утверждается в качестве реального.
Система возникает тогда, когда устанавливает границу с комплексностью окружающего мира, стабилизируя селекцию отношений между различными элементами. Способы редукции различны, поэтому нет единого Разума, более того, редукция всегда контингентна и неопределённа, подразумевает различные селекции и непредсказуемые отношения. Луман релятивизирует понятие элемента, «представление о в конечном счёте субстанциальном, онтологическом характере элементов», акцентируя связи с другими элементами и с общей организацией системы. Развитие новых элементов вытекает из их взаимосвязей, а не из отдельных элементов. Степень комплексности системы зависит от количества селективных отношений с окружающим миром.
Комплексность не имеет онтологической природы, без наблюдения её нет ни в системе, ни в окружающем мире: её нельзя непосредственно наблюдать, а нужно сравнивать самонаблюдения одной системы с другими и наблюдать наблюдателей. Позднее Луман отказался от идеи комплексности мира, поскольку комплексной в смысле селекции элементов и отношений может быть только система; редукция комплексности превратилась в «конституирование комплексности».

#### Аутопойезис и самореференция
Луман отмечает, что открытые системы Берталанфи следует скорректировать на закрытые самореферентные системы аутопойезиса: «Различение… „закрытых“ и „открытых“ систем будет заменено вопросом о том, как самореферентная закрытость могла бы производить открытость». Аутопойезис означает, что любая часть системы — элементы, операции, структуры, границы — является результатом производства самой системы. Благодаря аутопойезису система, сохраняя идентичность, способна с помощью собственных операций всякий раз производить новые, более сложные формы (редуцируя комплексность окружающего мира), определять своё будущее состояние на основе прошлых ограничений. Во-первых, у системы может быть только один вид операций. Во-вторых, аутопойезис нельзя оценивать через интенсивность или степень — система либо аутопойетическая, либо нет (и тогда это не социальная система). В-третьих, аутопойезис относится только к уровню операций (у Матураны место операций занимали «компоненты»), их производству и воспроизводству и не влечёт полное отделение системы от окружающего мира. В-четвёртых, аутопойезис связан с идеей, что операции — это события, которые постоянно воспроизводят элементы системы и исчезают в момент перехода из потенциального состояния в реальное (процесс актуализации); понятие операции отсылает к различению, к отбору, когда устраняется та или иная возможность. Поэтому системе, чтобы предотвратить свой конец, требуется постоянно производить новые события, которые отсылают к прошлым событиям: социальная система существует только в момент коммуникации и зависит от постоянного обновления, от новой коммуникации. Эти идеи радикально расходились с социальной теорией 1950-х годов, основанной на равновесии и стабильности.
Самореференцию Луман считал одним из главных своих достижений. Любая система обладает самореференцией, которая возникает при стабилизации различия с окружающим миром. Самореферентная система сталкивается с окружающим миром определённым структурированным способом, лишь её собственные операции определяют, что для неё важно, а что безразлично — система не отвечает на все запросы окружающего мира. Системы наблюдают друг за другом, но сохраняют полную самореференцию их специфического взгляда на мир. Луман пишет о «базальной самореференции, если в основе лежит различение элемента и связи». Эта «минимальная форма самореференции» является основным условием аутопоейзиса: элемент соединяется с другим, идентифицирует себя в системе через это отношение и, исчезая, становится relatum отношения (в терминах Гуссерля), которое становится новым настоящим. Так на уровне аутопойезиса конституируется время. Аутопойетические системы — темпоральные, а не пространственные. «Элементы» системы — это темпорализованные события коммуникации (а не инварианты или сущность системы), наблюдаемые через различение «до и после». Время «выступает для смысловых систем лишь интерпретацией реальности в отношении различия прошлого и будущего». Прошлое и будущее всегда сосуществуют в настоящем как горизонт актуального события — парадокс «неодновременности одновременного», который развёртывается во времени. Соединение различия с темпоральностью сближает Лумана с постструктурализмом Делёза и Деррида.
Репродукция системы следует структурному порядку — самоорганизации. Луман разграничивает структуры и операции, что иллюстрируется дихотомией язык — речь: язык предшествует речи, но производится речевыми операциями. Система развивается на основе простых операций, которые создают более сложные структуры, последние способствуют более сложным операциям и т. д. Структуры — это когнитивные, нормативные, рефлексивные ожидания, которые производят стабилизацию селекции операций и структурируют психические и социальные системы. Когнитивные ожидания изменяются, нормативные — сохраняются даже при разочарованиях. Рефлексивные ожидания (ожидания ожиданий) стабилизируют системную структуру. Системную стабилизацию в современном обществе Луман называет рекурсивной: поскольку она отсылает к самой себе, системы представляют собой рекурсивные повторения, или «образец разнообразия однообразного».

#### Оперативная замкнутость и структурное сопряжение
Границы системы не позволяют операциям выходить за её рамки. Система не может инкорпорировать операции извне и изменять характер своих операций — Луман говорит об «оперативной замкнутости». Так, система экономики коммуницирует только сама с собой, иначе она более не является экономической системой. Замкнутость относится к уровню операций и не означает эмпирическую изоляцию: система укоренена в мире («материальный континуум»), который является условием её возможности, и может использовать внешние ресурсы. Оперативная замкнутость влечёт когнитивную открытость — специфический взгляд системы на окружающий мир.
Между системой и окружающим миром нет каузальных связей, однако система зависит от предпосылок, допущений об окружающем мире. Система постоянно подвергается раздражениям (пертурбации, неоднозначности, дезориентации), которые всегда опосредуются системой как самораздражения и интерпретируются на её языке. Система экономики не может наблюдать свой окружающий мир, пока он не начинает влиять на рыночные условия (потребление, труд, инвестиции, спрос) и реконструироваться в терминах экономики. Политические или религиозные протесты в системе массмедиа превращаются в информацию, в системе науки — в знание, в экономической системе — в вопрос прибыли. Луман вводит понятие «структурное сопряжение» (в ранних работах использовалось обобщённое понятие взаимопроникновения). Концепт позволяет Луману, сохраняя радикализм, избежать солипсизма и объяснить связи между социальными и психическими системами. Обе системы находятся в феноменологически разных вселенных, но структурно сопряжены: коммуникация и сознание замечают друг друга, однако коммуникация не влияет на мысли и мыслительные процессы и никогда не преобразуется в психические события, как невозможно полностью коммуницировать содержание сознания. Нет коммуникации в сознании, и нет сознания в коммуникации.

#### Смысл
Понятие смысла объединяет психические и социальные системы и отличает их от биологических систем и машин. Смысл — результат совместной эволюции двух типов систем, условие их воспроизводства и дифференциации, он является «необходимой… формой их комплексности и самореферентности». Системы конституируют и перерабатывают смысл, поскольку создают образ самих себя (через самореференцию) и модель окружающего мира (через инореференцию). Смысл всегда отсылает к чему-то конкретному, но иному — к возможностям; в отличие от феноменологии, у Лумана нет ни трансцендентального субъекта (и вообще субъекта), ни субъективной интенции. Смысл — это единство различия между актуальным и горизонтом возможностей, он указывает на потенциальные, а не реализованные селекции. Смысл удваивает мир, поскольку помещает объекты, события и точки зрения в отношения с другими объектами, событиями и точками зрения. Актуальное и возможное коррелируют с различием между комплексностью и редукцией, а также с контингентностью, поскольку всё может быть иным. Смысл характеризуется нестабильностью и особой темпоральной структурой, постоянно смещается во времени. Системы смысла воспроизводятся как единство процессов актуализации и виртуализации, поэтому «самодвижение феномена смысла является аутопойезисом по преимуществу».
Всё, что происходит, происходит в мире. Мир всегда осмысленный, смысл всегда конституируется в мире. Смысл не подвергается отрицанию, поскольку его отрицание всегда осмысленно, бессмысленность всегда коммуницируется со смыслом. Луман использует метафору горизонта: циркулярная закрытость смысла «предстаёт в своём единстве как конечный горизонт всякого смысла — как мир». Поскольку смысл отсылает и к миру, и к себе (самореференция), он не является знаком, хотя любой знак содержит смысл. Луман выделяет три измерения смысла: предметное, временное и социальное. Все три измерения не взаимозаменяемые, поскольку любое решение проводит различие между системой и окружающим миром. Предметное измерение указывает на различение «того» и «иного», «то» всегда подразумевает горизонт «иного». Темпоральное измерение связывается с различением прошлого и будущего, «до» и «после», исключающим различения «кто», «что», «где» и «как». Социальное измерение различает Ego и Alter (термины взяты из феноменологии), поскольку любой смысл можно приписать другому точно так же, как себе, и наоборот. Трём измерениям соответствуют три уровня теории общества: дифференциация (предметное измерение), эволюция (время) и символически генерализированные медиа коммуникации (социальное). Социальное измерение не имеет приоритета, но является условием для предметного и темпорального горизонтов, которые требуются, чтобы иметь дело с комплексностью.
Позднее Луман связал смысл с различением медиум — форма. В медиуме, в отличие от формы, элементы слабо связаны и артикулированы; непосредственно воспринимается форма, а не медиум. Так, язык есть медиум, а его предложения являются формой. Медиум и форма всегда взаимосвязаны, их различение зависит от наблюдателя: язык можно наблюдать как форму, а звуки — как медиум; предложения могут быть медиумом, а тексты — формой и т. д. Смысл — «универсальный медиум», поскольку неизбежно присутствует в коммуникации и сознании.

### Общество

#### Двойная контингентность
На вопрос о возможности и необходимости социального порядка отвечают понятия комплексности и двойной контингентности. Как и Парсонс, Луман начинает с указания на парадокс в центре социального мира: социальный порядок всегда-уже существует, и потому его проблема уже решена; в то же время он невозможен, поскольку поведение акторов (Ego и Alter) всегда случайно и зависит от случайных ответов друг другу, любой из них в любой момент может согласиться или отказаться. Луман называет двойную контингентность «неопределимой, нестабильной, невыносимой». Ego и Alter не могут в своих действиях исходить из будущего поведения друг друга, ещё менее вероятно узнать ожидания другого: пока нет принципа порядка, невозможно предсказать поведение, невозможны ожидания, невозможна коммуникация. Если в решении Парсонса взаимные ожидания стабилизируются через социальный консенсус, интериоризацию норм и ценностей в «общей символической системе», то Луман нацелен на сохранение позитивных аспектов социальной контингентности. Луман возвращается к модальностям Аристотеля: контингентное — это не необходимое или невозможное, а просто возможное, горизонт возможных вариаций. В качестве начальной ситуации социального двойная контингентность превращает случайность в осмысленность и инициирует коммуникацию. Луман акцентирует темпоральное измерение: проблема не решается, а постоянно воспроизводится, делая системы нестабильными; поэтому двойная контингентность никогда не дана в чистом виде и всегда артикулируется.
Ego и Alter — это не автономные индивиды, а системы, которые следуют взаимозачёту: система делает то, что хочет другая, если другая делает то, что хочет первая. Отношение между двумя чёрными ящиками определяется тем, что поведение любой системы полностью зависит от её собственных самореферентных операций. Критерии селекции другой системы невидимы, Ego видит лишь результат селекции Alter. Ego или Alter пытаются воздействовать на наблюдаемое, что порождает социальную систему; контингентность является социальной, поскольку возникают две различные перспективы. Взаимные наблюдения самореферентных систем, занимающих позицию наблюдателя по отношению друг к другу, порождают социальный порядок: «система возникает, etsi non daretur Deus».

#### Коммуникация
Системы не могут детерминироваться другими системами, что требует создания новых систем — эта роль принадлежит системам коммуникации. Коммуникация — ключевой тип операции социальных систем, она конституирует системы и обеспечивает их дифференциацию и воспроизводство. Социальные системы и общество суть коммуникации: системы состоят из взаимосвязанных коммуникаций, общество есть особая форма социальной системы, включающая все возможные коммуникации. Всё, что не является коммуникацией, исключается из операционной области социальных систем: если есть коммуникация, есть общество; если нет коммуникации — нет социальной системы. Коммуникация, как и социальные системы, не имеет физических, пространственных границ — они определяются коммуникативным аутопойезисом. Луман указывает на неверные представления социологов: 1) общество состоит из людей (индивидов или акторов) и отношений между ними; 2) общество конституируется или как минимум интегрируется консенсусом между людьми, соответствием их мнений, дополнительностью их целеполаганий; 3) общества определяются территорией (Бразилия отличается от Таиланда, а США — от России); 4) общества можно наблюдать снаружи как простые группы людей или территории.
Общество рассматривается как сложное понятие, это не мир, не горизонт, не социальный мир, социальная среда или область социального. Общество имеет операционные границы, которые определяются коммуникацией, но не имеет цели или сущности — у общества есть только история. Окружающий мир общества — природа и сознание, с которыми оно не коммуницирует. Общество может быть только всемирным, хотя в зависимости от культурной и исторической ситуации различные системы коммуникации определяют мир и окружающий мир по-разному. К примеру, изолированное племя в джунглях Борнео есть «всемирное общество», хотя организация коммуникации, выстроенная вокруг религиозной подсистемы, несложная, а знания — ограничены. Религиозная «истина» включает богов и сверхъестественные явления в качестве окружающего мира (пролетающие самолёты как боги).
Согласно революционному тезису Лумана, коммуницирует только коммуникация. Эта идея связана с самореферентными аутопойетическими системами и с жёстким разделением сознания и коммуникации. Утверждение, что люди коммуницируют, противоречит эмпирическому факту, что мозг и сознание в коммуникацию не вступают. Согласно Луману,

Не человек способен коммуницировать — коммуницировать способна лишь коммуникация... Не существует никакой коммуникации сознания с сознанием, не опосредованной социально. Мыслить (но не проникать мыслью в другое сознание) способно лишь сознание, и лишь общество может вступать в коммуникацию.
Луман не рассматривает объекты, которые коммуницируются: значения символов, смысл слов или содержание сообщений — его интересует, как они возникают, дифференцируются и сохраняются. Луман указывает на три невероятности, которые ставят под сомнение возможность коммуникации: во-первых, маловероятно, что Ego поймёт Alter, поскольку понимание смысла ограничено контекстом; во-вторых, маловероятно, что коммуникация достигнет отсутствующих (проблема передачи); в-третьих, успех коммуникации невероятен, поскольку сомнительно, что её селективное содержание будет принято в качестве установки для собственного поведения — иными словами, существует высокая вероятность отказа. Три невероятности усиливают друг друга, поскольку решение одной проблемы затрудняет решение других. Луман отмечает, что лучшее понимание, напротив, увеличивает шансы на отказ от коммуникации. Коммуникация невероятна и всегда контингентна, но она происходит. Следовательно, коммуникация — это не проблема, а решение проблемы и различные формы этого решения. Поскольку коммуникация следует селекции самореферентных систем, системы конституируются из результатов селекции информации. Коммуникация повышает вероятность создания избытка (который влечёт дифференциацию) и стабилизации возможностей и различными способами решает проблемы комплексности и двойной контингентности — прекращения коммуникации в силу свободы или случайности выбора. Единство коммуникации устанавливается на собственном уровне, а не на уровне индивидов или систем. Поэтому коммуникация — это отдельная система, которая имеет особый способ функционирования, характеризуется аутопойезисом (успешность коммуникации зависит от её собственных детерминаций) и сохраняет возможности для эволюции.
Луман отвергает классическую модель коммуникации (модель сообщения от отправителя к получателю), указывая на чрезмерную онтологизацию:

Метафора переноса не годится, потому что из неё следует слишком много онтологии. Она внушает, будто отправитель передаёт то, что получает адресат. Это неверно уже потому, что отправитель ничего не отдаёт в том смысле, что сам утрачивал бы... Метафора переноса помещает суть коммуникации в акт переноса, в сообщение. Она направляет внимание к сообщающему и требует его умений. 
Последняя посылка — ложная, поскольку редуцирует коммуникацию к проблеме сообщения. Луман определяет коммуникацию как тройную селекцию информации, сообщения и понимания. Информация определяется согласно Бейтсону как «различие, создающее различие» — обозначение, осуществляемое в контексте различия; этот концепт подразумевает минимальную социальность — должны существовать две системы: первая претерпевает различие, вторая наблюдает различие и приписывает ему информационную значимость. Информационное различие сообщается (вторая система наблюдает различие между информацией и сообщением), однако коммуникация не зависит от намерения коммуницировать. Сообщение есть «возбуждение», которое изменяет состояние системы. Понимание помещает коммуникацию «позади» — обратно течению времени — через отбор, упорядочивание и подтверждение смысла обозначений и возбуждений на основе различия между информацией и сообщением. Если они не различаются, коммуникация исчезает, остаётся лишь восприятие шума. При их различении происходит селекция (разные варианты и способы подсоединения к коммуникации), хотя Ego не обязательно понимает Alter: верность или ошибочность понимания (которое может приводить к рефлексивной коммуникации о коммуникации) не влияет на развёртывание коммуникации; понимание может включать недопонимание, встречные вопросы и противоречия. Принятие или отказ от коммуникации через понимание являются частью следующей коммуникации, что указывает на рекурсивность потока коммуникации. Коммуникация всегда возвращается к ранним коммуникациям при формировании новых различий между системой и окружающим миром.
Коммуникация возможна только как синтез трёх селекций, как эмерджентное единство и, следовательно, как система: в каждой коммуникации повторяются предметная дифференциация, темпоральная репродукция и социальное конституирование, которые соответствуют единству информации, сообщения и понимания. Коммуникация не является действием или последовательностью действий. Сложность социального мира нельзя осмыслить с помощью действия — временного и эфемерного события — субъекта или индивида (независимо от первичности намерений, мотивации и интересов или объективной ситуации). Коммуникация всегда социальна — это единственный подлинно социальный феномен. Коммуникация симметрична в тройной селекции (поскольку любая селекция может вести к другой и обратно, сохраняя открытость) и недоступна для непосредственного наблюдения. Однако принцип симметрии скрывается: коммуникация становится асимметричной, сообщение приписывается в качестве действия тому, кто делает селекцию. Действие — всегда уловка, социальная система в ходе самонаблюдения и самоописания приписывает его событию коммуникации и конституирует себя как систему действия; только так возможно подсоединение к коммуникации.
Социальные системы состоят из систем интеракции, организаций и общества, которые примерно соответствуют микро-, мезо- и макро уровням. Если коммуникация определяет границу между системой и окружающим миром, очерчивая область социального, то интеракции, организации и общество обозначают различные способы формирования социального порядка. Системы интеракции относятся к непосредственному присутствию «лицом к лицу», нестабильны и ограничены в пространстве и времени; интеракции (например, обмен взглядами между индивидами) не являются коммуникацией, хотя их результаты могут стать предметом коммуникации, если будут замечены подсистемами общества как имеющие смысл. Организации — это оперативно замкнутые аутопойетические системы, которые действуют на основе правил и членства и производят коммуникативные решения на основе прошлых решений. Организации, более устойчивые, чем интеракции, возникают в комплексном обществе вследствие развития систем экономики и образования. Все три системы используют коммуникацию как медиум, но для общества имеет значение только смысловая коммуникация, которая признаётся подсистемами — наукой, религией, правом, политикой, образованием и т. д.
Обращение к понятию коммуникации совпадает с лингвистическим поворотом в социальной теории, включающим работы Фуко и Хабермаса; однако у Лумана язык не имеет особого нормативного или теоретического статуса. Его концепция крайне специфична, не подразумевает консенсус или согласие — этот аспект нацелен против работ Хабермаса, на эмпирических и нормативных основаниях. Во-первых, на уровне эмпирики отсутствие консенсуса не мешает аутопойетическому самовоспроизводству социальных систем. Во-вторых, в нормативном плане достижение консенсуса означало бы конец коммуникации и, следовательно, общества.

#### Эволюция и дифференциация
«Эволюция проявляется постоянно и повсеместно», в её основе — постоянный социальный процесс редукции комплексности, переопределение границ и учреждение систем с внутренней самореференцией. Так, аккумулирование и распространение знания (Просвещение) ведёт к усложнению и противоречиям, что приводит к упрощению: социальные системы могут «увеличивать свой потенциал схватывания и редукции комплексности». Редукция не противоречит увеличению комплексности, одно подразумевает другое, порождая эволюцию:

Так, дорожная сеть редуцирует возможности движения, чтобы сделать возможными более лёгкие и более быстрые передвижения, тем самым, увеличивая шансы передвижения, применительно к которым теперь можно осуществлять конкретный выбор. Возрастание сложностности осуществляется через её редукцию: эволюционные достижения предполагают такой выбор редукций, при котором они оказываются совместимыми с более высокой сложностностью, да и вообще зачастую только и делают её возможной.
В процессе эволюции — «морфогенезиса комплексности» (Луман следует Г. Спенсеру) — системы ограничивают возможности, создавая структуры; Лумана мало интересуют возможности как таковые. Окружающий мир не является причиной эволюции, а предлагает пертурбации, предоставляющие возможности для вариации. Системе требуется время, чтобы реагировать на (само)раздражения, устанавливать разные стратегии селекции и самовоспроизводиться: «темпорализация комплексности ведёт к избирательному порядку соединения элементов во временной последовательности». Любые эволюционные операции всегда происходят в настоящем и не зависят от предыдущих структур — Луман переворачивает распространённый социологический подход. Намерения и действия существуют, но являются результатом, а не причиной эволюции. Эволюция — это контингентный, а не необходимый или каузальный процесс. Так, жизнь возникла случайно (в невероятных условиях), но сегодня она повсеместно присутствует на планете. Любые объяснения — причины или рационализации — следуют из селекции и всегда показывают часть комплексности, наделяя смыслом контингентные события. Эволюцией нельзя управлять, её невозможно предсказать. Луман отказывается от парадигм модернизации, развития или прогресса; более комплексные системы не обязательно лучше простых.
Для объяснения социокультурной эволюции Луман обращается к неодарвинизму, механизмам вариации (многообразие), селекции (отбор или фильтр), рестабилизации. Вариация есть отклонение в репродукции элементов, которое приводит к новым, неожиданным элементам: необычной коммуникации (ошибка) или риску множественных возможностей. Возможность селекции возникает через повторение отклонения, которое приобретает особую структурную ценность. Селекция, в отличие от вариации, формирует структуры и относится к ожиданиям, которые направляют коммуникацию. Из отклонения селекция отбирает те референции смысла, которые в будущем позволят сформировать и уплотнить одни ожидания и отвергнуть другие. Рестабилизация обозначает формирование систем, в которых преимущества селекции — инновации — становятся постоянными и устойчивыми. Сопротивление системы окружающему миру увеличивается, хотя одни вариации стабилизируются, другие — нет. Создание новых критериев селекции упрощается с развитием системной дифференциации и символически генерализированных медиа коммуникации. Ускоренная эволюция современного мира зависит от роста механизмов дифференциации — вариации и селекции систем коммуникации.
Понятие дифференциации включает дифференциацию систем в целом и подсистем в частности. Тип общества определяется первичным способом внутренней дифференциации — тем, как система организует подсистемы. Луман прослеживает четыре формы дифференциации. Первая, наиболее простая форма — сегментарная (клан или племя) — между равными частями, в ней нет разделения труда; вторая — между центром и периферией, между неравными сегментами; третья форма — стратификационная или иерархическая, общество состоит из страт (Средневековая Европа, касты в Индии) на основе неравенства и иерархии; четвёртая, функциональная — между подсистемами, которые равны в своём неравенстве. Особенность ранних форм дифференциации — статус индивида определялся включением только в одну систему, сегмент или страту. В Европе XVIII—XIX веков происходит переход к функциональной форме дифференциации, когда возникают функциональные системы — право, наука, политика, религия, искусство и т. д. Новая форма индивида теперь конструируется за границами операционно автономных систем и постоянно колеблется между ними (нельзя быть только учёным или художником). Луман использует оппозицию инклюзия — эксклюзия (включение — исключение). В обществе модерна индивид более не определяется через инклюзию, его эксклюзия обеспечивает больше пространства для индивидуальности, чем ранее. Поэтому Луман отказывается от понятия «индивида», который остаётся наблюдателем общества, но не его частью, и «зависит от взаимозависимости систем».

#### Медиа коммуникации
Луман выделяет три средства (медиа) коммуникации, которые обладают открытой структурой и потому могут совмещаться с любой формой: язык, медиа распространения и символически генерализированные медиа коммуникации. Эти медиа — эволюционные достижения, они отвечают на вопрос о невероятности коммуникации (через «увеличение вероятности невероятного»), поскольку позволяют коммуникации осуществляться в социальных системах, объясняют аутопойезис общества. Кодирование языка формирует условия для ожиданий о принятии или отказе от коммуникации; однако он требует физического присутствия участников и является плохим медиумом, когда комплексность общества возрастает и требуется гарантированная передача селекций. Язык — лишь медиум между социальными и психическим системами, он позволяет сознанию и коммуникации считать друг друга медиумом, через который они получают свою форму.
Медиа распространения — письменность, книгопечатание и новые технологии (радио или компьютер) — увеличивают как пространственно-временные возможности, так и степень абстракции. С их развитием в обществе возрастает возможность понимания, но возникает проблема селекции — разрыв между количеством возможной и реальной коммуникации. Построение коммуникации на нормативном консенсусе более не имеет смысла: риск отказа от коммуникации слишком большой в обществе модерна. Развитие символически генерализированных медиа коммуникации (или медиа успеха) вытекает из рисков отказа от коммуникации, которая скорее протекает там, где соединение более вероятно. Медиа успеха — следствие эволюции, увеличения дифференциации и комплексности общества, которое нуждалось в механизмах передачи селекций для поддержания достигнутого уровня развития. Исторически они возникли из копирования констелляций Ego-Alter и в современном обществе обеспечивают большинство коммуникаций. По определению Лумана,

Назовём символически генерализованными средствами те, которые используют генерализацию для символизации связи отбора и мотивации, то есть представляют её как единство. Важные примеры тому — истина, любовь, собственность (деньги), власть (право); в своих основаниях также и религиозная вера, искусство, а сегодня, пожалуй, стандартизованные цивилизацией «основные ценности». Во всех этих случаях, хотя и по-разному и для весьма различных ситуаций интеракции, речь идёт об осуществлении отбора коммуникации таким образом, чтобы коммуникация одновременно могла выступать средством мотивации, то есть обеспечивать исполнение предлагаемого выбора.
Медиа успеха вмешиваются в контингентность ситуации и обеспечивают успех коммуникации: определяют с помощью кодов селекцию конкретного содержания коммуникации и её границы, увеличивают её возможности, превращая форму селекции Alter в мотивацию Ego. Так решается проблема двойной контингентности и невероятности коммуникации, как и фундаментальный социологический вопрос о возможности социального порядка. Медиа успеха не имеют содержания и применяются в различных контекстах; их гипотетическое количество не ограничено, возможны самые разные. Так, медиум истина при обучении делает опыт Alter установкой для опыта Ego: Alter передаёт опыт Ego, а Ego не подвергает его сомнению и принимает; медиум любовь связывается с «высоко персонифицированной» коммуникацией. Символически генерализированные медиа редуцируют комплексность и переходят на уровень дополнительных ожиданий: коммуникация делает возможной коммуникацию. Они рекурсивно усиливают собственные предпосылки, которые способствуют будущей коммуникации. Принятие и мотивация более не отсылают к психическим системам: деньги позволяют системе цен координировать ожидания без учёта психических состояний индивидов. Экономические операции зависят от наличия или отсутствия денег, а не от намерений и убеждений акторов; коммуникация вписывается в независимую от мотиваций и саморегулируемую систему. Символически генерализированные медиа определили функциональную дифференциацию, поскольку обеспечили бинарные коды для развития автономных аутопойетических систем.

#### Функциональная дифференциация
Тезис о функциональной дифференциации является важнейшим в лумановской теории общества. Функциональная дифференциация в эпоху модерна — это появление в результате эволюции ряда операционно автономных социетальных подсистем, которые выполняют собственные специфические функции. Для Лумана функциональность означает не полезность или целеполагание (традиция Малиновского и Радклифф-Брауна), а способность системы организовывать и распространять коммуникации так, чтобы их могли использовать другие системы и общество. Подсистемы незаменимы, поскольку функция одной не может быть выполнена другой. Они создают порядок из хаоса и придают смысл событиям; производят различные реальности, разные критерии успеха и значимости и различные представления о легитимации; образуют специфические комплексности, которые несовместимы между собой и безразличны друг к другу. Подсистемы — это право, экономика, политика, искусство, образование, наука, религия, массмедиа. Перечень подсистем не закрыт, могут возникать самые разные.
При системной (функциональной) дифференциации различие системы и окружающего мира повторяется внутри существующих систем, более общая система становится окружающим миром для своей подсистемы. Луман переопределяет отношения целого и части: целое (различие между системой и окружающим миром) конституируется в каждой части и потому порождает множественные перспективы — каждая система создаёт своё представление о целом, собственную идентичность и свой окружающий мир. Вопреки Аристотелю, в современном обществе «целое меньше, чем сумма частей», части важнее целого. Согласно Луману,

Системная дифференциация как раз не означает того, что целое разлагается на части и, будучи рассмотренным на этом уровне, лишь тогда состоит из частей и из отношений между частями. Скорее, каждая частная система воспроизводит охватывающую систему, к которой она принадлежит, посредством собственного (специфического для частной системы) различения системы и окружающего мира.
Функциональные системы направляют операции по трём типам референций: к системе общества (функция), к другим подсистемам (в терминах входа и выхода) и к самой себе — саморефлексия (самонаблюдения и самоописания). Функция системы политики — коллективно значимые решения, система права обеспечивает генерализированные нормативные ожидания, религия управляет неизбежностью контингентности. Функциональная система организована на основе различия — бинарного кода, благодаря которому она наблюдает за миром, отбирает из него информацию и исключает любые другие смыслы; отделяет себя от окружающего мира и формирует оперативную замкнутость. Код может быть только бинарным, что позволяет интегрировать противоположное значение (код включает и тождество, и различие) и упрощённо структурировать сверхкомплексные ситуации. Чем сложнее и дифференцированнее общество, тем больше специализация и значение кодов: операции системы через замкнутость кода (парадокс) увеличивают редукцию комплексности окружающего мира. Функциональная система существует как система коммуникации в той степени, в какой она имеет конкретный код. Система науки оперирует коммуникацией вокруг оппозиции истинное — ложное; коммуникация в системе права основана на бинарном коде законное — незаконное, система политики — на коде правительство — оппозиция; базовый код экономики — платёж — неплатёж, религии — имманентность — трансцендентность.
Для описания корректного применения значений кодов Луман вводит понятие «программы». Программы наполняют коды конкретным материалом, в качестве «конкретных условий для возможности применения селекции операций». В системе права это конституции, законы, нормы; в экономике — цены; в науке — теории и методы. В отличие от кодов, программы могут быстро изменяться, их сочетание делает функциональную систему стабильной и динамичной. Программы относятся только к конкретным кодам: научные теории и методы не могут помочь политике. Коды не переводятся в моральные категории хорошо — плохо; функциональные системы кодируются на уровне «высшей аморальности». В комплексном обществе мораль, в отличие от других подсистем, не обладает автономией и не может программировать коммуникацию на социетальном уровне, хотя остаётся социальным феноменом (как любовь или власть) и формой коммуникации на основе бинарного кода уважение — неуважение. Функциональная теория морали Лумана характеризуется как моральный реализм (нормы рассматриваются как объективные), с учётом его эпистемологии.
Общество модерна основано не на единстве, а на множественности; на различениях и различиях, с одной стороны, между функциональными системами и, с другой стороны, между обществом и его окружающим миром. Место универсальной рациональности занимает рациональность отдельных систем. Ни одна из систем (например, политическая или научная) не управляет обществом — политики или экономисты не могут определять экономические процессы, хотя любая система склонна преувеличивать свои задачи над остальными и может иметь временный приоритет. Функционально дифференцированное общество децентрировано, в нём нет иерархии, верхней точки, управляющего органа или центра. Вопреки ряду социологических подходов, особенно марксизму, не только экономика не является базисом общества, но и для политики остаётся мало места. Революции более невозможны, поскольку нечего свергать; функциональная дифференциация является условием демократии — размывание границ между системами (дедифференциация) может привести к тоталитаризму. Функциональная дифференциация превратила в анахронизм географическое разделение систем, региональные или территориальные сущности. Общество стало глобальной системой — «всемирном обществом». Хотя система политики оперирует устаревшей семантикой национального государства, оно более невозможно. Экономика, финансы, наука, политика всемирны, хотя региональные или «культурные» различия не отрицаются. Глобализация как всемирный процесс дифференциации производит различия: как функциональное равенство (одинаковые экономики, массмедиа и т. п.), так и структурное неравенство (между богатыми и бедными).
В силу дифференциации коммуникация всё больше и больше отделяется от конкретных субъектов и достигает исторически уникального уровня комплексности; Луман указывает на хрупкость и нестабильность этой структуры. Общество модерна не дезинтегрировано, а сверхинтегрировано: дифференциация и комплексность порождают множество структурных сопряжений и операций, различных невероятных ситуаций, возрастают риски и угрозы (например, экологические). Конституирование комплексности в одной системе вызывает беспорядок в другой. Аутопойезис позволяет системам саморегулироваться, но приводит к беспрецедентным самораздражениям: системы сталкиваются с собственной комплексностью, невероятностью и внутренними недостатками и вынуждены бесконечно самоадаптироваться. В них происходят постоянные кризисы, в случае краха одной системы другие не могут её заменить, а отсутствие центра не позволяет разрешать социетальные проблемы. Современное общество недостижимо для самого себя, исчезает иллюзия планирования, как и возможность оперирования длительными временными периодами; любые эволюционные достижения утрачивают значимость. Общество распадается на различные настоящие, которые должны постоянно самосохраняться, изменяться и импровизировать в условиях кризисов. Рестабилизация всё менее вероятна, преобладают процессы вариации и селекции, которые напоминают короткие жизненные циклы таких биологических популяций, как вирусы. Общество модерна — это общество настоящего.

### Эпистемология

#### Различение и наблюдение
После публикации «Социальных систем» интересы Лумана сместились от аутопойезиса к эпистемологии, «логике форм» Спенсера Брауна: понятиям наблюдения, различения и формы, повторного вхождения, к парадоксам и депарадоксализации. У Спенсера Брауна проведение различения всегда указывает на одну из сторон различения, поскольку индикация неустранима из акта различения. Единство различия между двумя сторонами называется формой (у обоих авторов). Луман объединяет различение и индикацию в понятии наблюдения. Наблюдение — это парадоксальный феномен, не просто познание, а любая рефлексивная операция, с помощью которой система различает и обозначает что-либо. Наблюдение, во-первых, проводит различение между двумя частями и, во-вторых, выбирает сторону различия для анализа. При наблюдении даны обе стороны различения, однако указывается только одна; вторая сторона остаётся конститутивной для наблюдения («неразмеченное пространство» в терминах Спенсера Брауна). Невозможно одновременно использовать различение («слепое пятно») и наблюдать его через другое различение: единство различения можно увидеть только в следующей операции посредством нового различения. К примеру, правило или норму нельзя одновременно наблюдать как законные и незаконные — первое становится размеченным пространством, второе — неразмеченным; вещь не может быть и искусством, и природой, пока не вводится другое различение (красивый — безобразный, интересный — скучный) и не создаётся новая форма.
Выбор начального различения всегда контингентный. Различения всегда «самоподразумеваются»: требуется провести различение между различением и наблюдателем, который проводит различение. Поэтому любое различение подразумевает «повторное вхождение», форма различения всегда появляется как форма повторного вхождения различения. Луман применяет повторное вхождение к уровню социальных систем и подтверждает свой тезис, что «системы существуют». Понятие описывает множество социальных феноменов, различение можно использовать для внутренней дифференциации социального пространства, которое было размечено применением того же различения. Повторное вхождение играет решающую роль для любой формы рефлексии и рациональности: способность делать повторные входы указывает на рациональность системы.

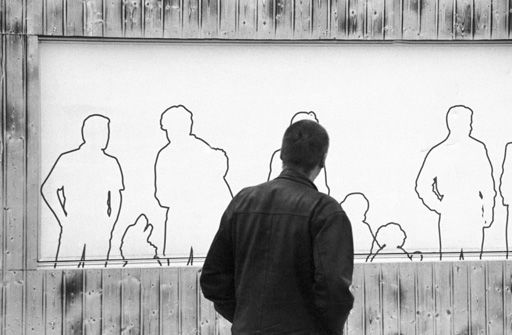
Социальным системам присуще «наблюдение второго порядка» ― наблюдатель не может наблюдать мир в целом и себя в мире

При наблюдении за окружающим миром система использует собственные различения и создаёт смыслы из себя. Наблюдение не является объективным, но «эмпирически достоверным», любая операция наблюдения изменяет мир, в котором находится наблюдатель. Наблюдатель не может наблюдать мир и себя в мире, для самонаблюдения он может использовать только «наблюдение второго порядка». Наблюдение первого порядка проводит и задействует различие для указания на то, что есть. Наблюдение второго порядка наблюдает различение наблюдателя первого порядка; любой объект наблюдения зависит от того, кто и как наблюдает. Луман не рассматривает наблюдение третьего порядка (и далее), поскольку структурно оно подобно второму. Как и многие современные авторы, от Гарольда Гарфинкеля до Энтони Гидденса, Луман считает, что социальные системы модерна основаны на операциях наблюдения и самонаблюдения. В социальных системах наблюдение всегда является наблюдением второго порядка: наблюдают за наблюдателями, чтобы подсоединиться к тем или иным наблюдениям. Наблюдение второго порядка развивается обществом в виде интеллектуальных образов, которые исключают возможность непосредственного наблюдения. Типичный пример — современная наука, в которой когнитивные операции всегда отсылают к уже опубликованным работам. Особая роль в самонаблюдении современного общества принадлежит системе массмедиа, которая, распространяя знания, конструирует реальность.
Луман ссылался на теоретиков различия: Габриэля Тарда, который, полемизируя с Дюркгеймом, отстаивал различие перед единством; Бейтсона, определявшего информацию в терминах различия; Рене Жирара с его теорией мимезиса. Деррида, согласно Луману, показал изменчивость различия в разных контекстах, однако деконструкции недоставало наблюдения второго порядка. «Различительный поворот» не революционизировал теорию Лумана, но акцентировал различие в рассмотрении систем и коммуникации. Проведение различения — условие любой коммуникации. Различение относится и к системной теории — объектам исследования (Луман, например, различал в современном обществе риск и опасность) и концептуальным решениям: наблюдение и операция, актуальное и возможное, медиум и форма. В поздних работах Лумана последнее различение становится более важным, «дотеоретическим».

#### Радикальный конструктивизм и антигуманизм
В «Обществе общества» Луман отвергает «староевропейскую» традицию и представляет «радикально антигуманистическое, радикально антирегиональное и радикально конструктивистское» понимание общества. Социолог исходит из разделения наблюдателя и наблюдаемого, объекты конституируются через наблюдение. Познание есть лишь наблюдение, которое выполняется согласно собственным категориям наблюдателя. Категории познания не имеют эквивалентов в реальности, поскольку реальность всегда позитивная, цельная, а познание всегда проводит различения. Согласно радикальному конструктивизму (Э. фон Глазерсфельд, Х. фон Фёрстер и др.), знание возможно не «несмотря», а «потому», что нет доступа к реальности (хотя она не отрицается). Этот тезис позволяет Луману уйти от субъект-объектной дихотомии: так же, как и аутопойезис и оперативная замкнутость, знание возникает и артикулируется вследствие отделения системы от окружающего мира, хотя система не создаёт свой материальный мир и подразумевает иные уровни реальности. Знание — результат системных операций, проводящих различения; Луман отрицает корреспондентную теорию истины: различения и знание суть внутренние конструкты. Место единой истины занимает множество истин наблюдателей.
Социология не может исходить из «антропоцентризма» или «психологизации», описывать индивидуальные или коллективные мотивы, представления и ценности, которыми можно управлять если не сейчас, то в будущем. Сознание недоступно для непосредственного наблюдения (в отличие от коммуникации), а социология должна иметь дело с наблюдаемым. Человек является самореферентной системой, но существует как биологическая и психическая система (а не социальная). Антигуманизм Лумана — радикальное следствие тождества социального и коммуникации. Поскольку основополагающей единицей общества является коммуникация, то общество находится не внутри индивидов, а между ними; человек децентрируется и помещается в окружающий мир. Общество не основано на консенсусе индивидов, которых объединяет разум и рациональность и которые разделяют общие ценности, идеи или имеют взаимные интересы (коллективное сознание Дюркгейма, интерсубъективность Вебера, классовое сознание в марксизме, теории рационального выбора, теория Гофмана и др.). Не существует внешнего референта или объективного судьи (в религии, науке, рациональности или политике), которому доступна истина о природе человека. Противоположный подход, наследуя просвещенческому понятию «совершенства», ищет внешние причины социальных улучшений, «естественные» объяснения и решения, но не учитывает контингентную природу общества
С точки зрения Лумана, антропоцентризм не выходит за рамки метафизических спекуляций и принятия желаемого за действительное: веры во внутренне значимую сущность человека, стремления отделить человека от животных через рациональность, желания видеть в социальных институтах отражение естественных достоинств. Гуманисты боятся утратить моральные основы, социальное единство, возможность критиковать «бесчеловечные» институты. Однако социальные системы находятся вне морали, их успех не зависит от идеалов достоинства, рациональности, мира, процветания и т. д. Исторически теории субъекта слишком часто использовались как идеологическое обоснование для «улучшения» человека, приводившего к ужасным последствиям (расизм, социалистические доктрины и др.). Антигуманизм для Лумана означал свободу и непредсказуемость, независимость личности от социальных структур, которые не могут определять намерения индивидов.

#### Самоописания и семантика
Самоописание — это способ операции, которая создаёт внутреннее единство и идентичность системы, её независимость от внешнего наблюдателя. Самоописания всегда являются самоупрощениями, поскольку редуцируют и затем осмысленно регенерализируют комплексность. В самоописании возможно целеполагание — система права может считать целью своих операций правосудие, система политики — обеспечение демократического управления, а наука — порождение истины (хотя религия наблюдает научные процессы иначе). Самоописание создаёт саморефлексивный нарратив, «аутологический» текст, который интегрирует смысловые различия всех измерений. Условия самоописания — временная приостановка системных операций, чтобы система смогла рассматривать себя как обособленную и противопоставить себя тому, чем она не является. Самоописания парадоксальны, поскольку являются моментом того, что описывают, и, претендуя на единство, порождают различие. В «Старой Европе» некоторые различения превратились в мировоззрения: деизм, историзм, позитивизм, марксизм, релятивизм. В качестве сверхкодов они претендовали на осмысление всей реальности:

Европейская традиция (рационального) познания и действия задавалась вопросом о последних основаниях, о принципах, о неоспоримых максимах. Если бы мы продолжали её, нам бы пришлось снабдить самоописание общества пояснением: вот это — правильное.
Если самоописание отсылает к единству системы, то семантика — центральный концепт в исторических исследованиях Лумана — соотносится со смыслом и ограничивается уровнем операций / событий с их взаимными референциями; семантика не описывает. Семантика — это «культурный запас» концептов, смысловое обобщение, получающее независимость от ситуации. Семантика наблюдается, поскольку коммуницируется, и структурирует ожидания как особый тип коммуникации. Так, культура — это семантика самоописания, память современного общества, которая эмпирически возникла во второй половине XVIII века и, в противоположность онтологическому упорядочиванию и метафизике, характеризуется гетерархичностью, множеством точек зрения, способностью сопоставлять и связывать разнородные во времени и пространстве элементы. Самоописания общества неразрывно связаны с социальной структурой (формой дифференциации) и её трансформациями. Луман различает семантику и социальную структуру (вариация марксистского разделения на базис и надстройку), отмечая парадокс, свойственный обществу модерна: его можно наблюдать только на уровне семантики, которая не является истинной или ложной или идеологическим отражением структурного развития, а лишь указывает на структуры функциональной дифференциации. Общество модерна возникает тогда, когда начинает описывать себя как современное; можно говорить о модерне, когда самоописания принимают во внимание структурную специфику этого общества: множественность точек зрения, функциональную дифференциацию, контингентность. Поскольку функциональная дифференциация продолжается, общество остаётся современным — переход к так называемому «постмодерну» произошёл лишь на уровне семантики.
Социальные изменения могут нивелировать самоописания, если семантические трансформации запаздывают по сравнению со структурными: так, утратила смысл семантическая традиция «Старой Европы», как ранее ушла в прошлое онтология — категория, связанная с обществом стратификации. Эпоха сверхкодов завершилась: всё нельзя наблюдать одновременно, любое самоописание наблюдает что-то одно и не видит всё остальное. Социология XX века — в особенности американская социология, которая противопоставляла благое дурному («девиантному») и считала первое целью социального реформизма, — поставила науку в зависимость от моральной повестки, поскольку пыталась возвести мораль в ранг сверхкода. Однако мораль не имеет смысла в системе науки; социология должна наблюдать за самоописаниями общества и деконструировать общепринятые или самоочевидные точки зрения. Луман не утверждает, что все самоописания истинны или что они создают множество обществ — общество только одно. Согласно Луману,

Логика наблюдения и описания должна перестраиваться с моноконтекстуральных на поликонтекстуральные структуры... Описание общества больше не может использовать лишь одно-единственное различение, которое выделяет нечто лишь для того, чтобы, напротив, отвергнуть другое.

#### Парадокс и тавтология
Функциональная дифференциация порождает парадоксы, когда различные системы по-разному наблюдают одни и те же феномены; для Лумана это не логические, а эмпирические парадоксы современного общества. Социальные системы, интеракции, коммуникации, общество в целом и сама системная теория основаны на парадоксах и их разрешении («размыкании»). Парадоксы и тавтологии суть способы размышления об идентичности системы, неспособность системы при самоописании наблюдать собственную операцию. Парадокс — это слепое пятно, которое делает различение и наблюдение наблюдаемыми. Так, парадокс неизбежен при рассмотрении собственного решения. Парадокс решения может скрываться различными способами — через тотализацию решений в качестве единственно легитимной формы, приписывание решения человеку (фикция, отсылающая к мотивам), рекурсию к структурам организации, то есть к постулатам. При наблюдении второго порядка парадокс «развёртывается» — к примеру, когда выясняется, что право не идентично правосудию. Тавтологии — это «различения, которые не различают»; отрицая различие, они блокируют наблюдение и обеспечивают автономию и независимость системы от внешней легитимации. Системы не могут избежать парадоксов и тавтологий, однако способны приостановить самореферентную рефлексию с помощью депарадоксализации или детавталогизации — система «скрывает» парадокс или тавтологии, отсылая не к себе, а к универсальной истине, консенсусным ценностям или «разуму». Сокрытие парадокса лежит в основе права, науки, религии и т. п. Депарадоксализация изобретает новые различения, которые не отрицают парадокс, а смещают его во времени, устраняя действенность парадокса.

## Критика
С точки зрения критиков, Луман эклектично и непоследовательно использовал различные идейные источники; не обеспечил возможность эмпирического применения его социологии; исключил из теории исторические и региональные условия; избегал политических и общественных дебатов по вопросам коммуникации; отказался признать прогрессивную роль коммуникации, политики и права; игнорировал агентность в коммуникации и в социальных изменениях; не смог выйти за рамки обновлённого консерватизма; отказался от рациональности как универсального критерия. Луман периодически возвращался к тем же вопросам, меняя перспективу, что часто воспринималось как избыточное применение к различным областям социального одних и тех же общих и абстрактных тезисов, оторванных от эмпирики. Высокий уровень обобщения и абстракции рассматривался как философские спекуляции, а не верифицируемая социологическая теория; Луман обычно переводил критику на язык своей теории, лишая возражения критической дистанции. Многие социологи находили его работы слишком сложными, даже не читаемыми.
Критики считали, что Луман не прояснил связи между системой и окружающим миром (вопрос степени или количества), как и концепт структурного сопряжения; свёл функционирование системы к одному типу операций, своеобразной «операционной онтологии»; не разрешил проблему размытости парадоксов и кодов, их взаимодействия (например, политика и право, экономика и спорт); сознательно преувеличил роль темпоральности по сравнению с пространством и материальностью, что нивелировало их значение для коммуникации; недооценил важность для социальной жизни аффекта и эмоций. Тезис о невозможности наблюдения первого порядка противоречил концепции аутопойезиса как наблюдения о социальном мире. Концепция критиковалась как в социологии действия, так и с позитивистских позиций (принцип фальсифицируемости Поппера). Подвергалось сомнению и эмпирическое присутствие аутопойезиса в социальной жизни.
Ненормативный подход Лумана критиковался за цинизм, функционализм и децизионизм; сам социолог считал, что идеологизация и морализация мешают социологическому пониманию, однако отстаивал функциональную дифференциацию как бастион против тоталитаризма. Вопрос о нормативности системной теории остаётся дискуссионным. Хотя политические размышления Лумана расходились с традиционным консерватизмом, его подходы к государству всеобщего благосостояния, регулированию, участию, социальным движениям и экономическому распределению характеризовались как морально нейтральная версия неолиберализма (неоконсерватизма). Вместе с тем базовые теоретические модели Лумана (система и окружающий мир и др.) трудно увязать с идеологиями. Социолога резко критикуют в современной либеральной (и леволиберальной) политической и социальной теории (Хабермас, Гидденс, Ульрих Бек, Ханс Йоас и др.). Бек писал о «крайнем противопоставлении» «вызовам демократии», а Йоас сравнивал работы Лумана «с романтической иронией или театром абсурда». Ревизия просвещенческого разума Луманом не уникальна, а помещает его в традицию Ницше, Вебера, Адорно, Хоркхаймера, Фуко. Луман, лишая рациональность последних оснований метафизики, сближается с проектами Хабермаса и Джона Ролза по пересмотру кантовского Просвещения; однако его отказ от рациональной природы человека, деконструкция разума и агентности с моральной точки зрения выглядит куда более пессимистично.

### Полемика с Хабермасом

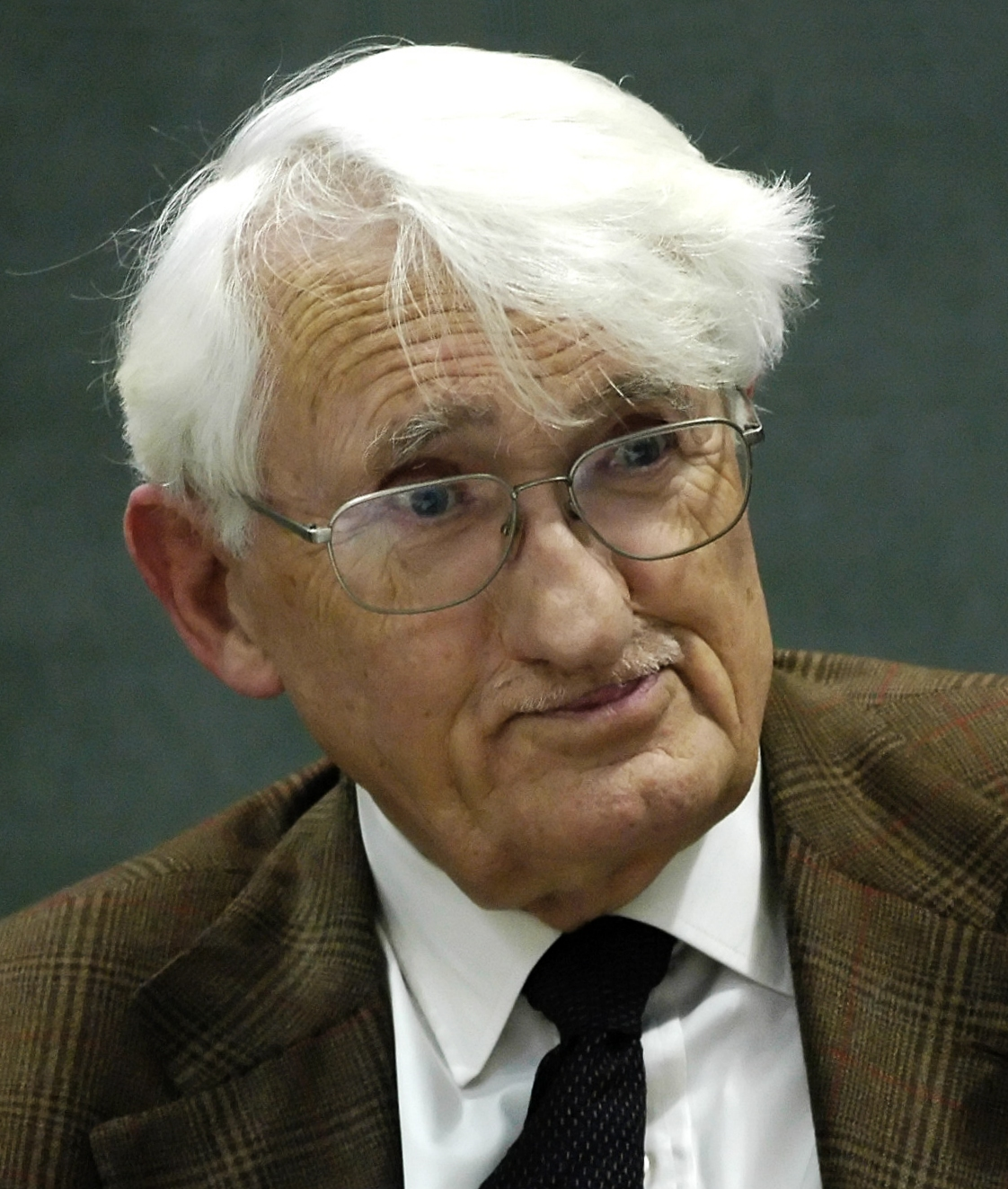
Юрген Хабермас

В Германии системная теория Лумана представляла радикальную альтернативу нормативной политической философии Юргена Хабермаса, которая занимала ведущее положение в последних десятилетиях XX века. Дебаты с Хабермасом достигли кульминации в 1970-е годы и продолжались с различной интенсивностью до смерти Лумана. Последний активно заимствовал терминологию оппонентов, а Хабермас под влиянием Лумана частично пересмотрел свою теорию и задействовал ряд его идей в «Теории коммуникативного действия» (1981). Диалогу способствовал общий академический язык, лишённый авангардных изысков.
Хабермас принимал системную теорию всерьёз, что упростило Луману вхождение в академическое сообщество в 1970-е годы. Луман часто ограничивался едкими замечаниями в адрес оппонента, но иногда разворачивал свои позиции, а с конца 1980-х годов перешёл в наступление. Если в 1970-е годы «прогрессивный» Хабермас одержал победу над «консервативным» Луманом, то после публикации «Социальных систем» и позднее Луман получил широкую академическую популярность и множество последователей среди молодых учёных; его подход оказался передовым и инновационным, в то время как в 1990-е годы Хабермас и его сторонники (Altachtundsechziger; «стареющие ветераны 1968 года») всё больше ассоциировались с социально-политическим «мейнстримом», с истеблишментом. Иногда говорят о постепенном закате в 1990-е годы нормативной философии Хабермаса и переходе к системной теории в качестве ведущей интеллектуальной парадигмы.
В основе полемики лежали методологические разногласия: если Хабермас считал, что общество можно улучшить с помощью рациональной коммуникации, то Луман полагал, что возможности управления обществом ограничены. Для Хабермаса системная теория не могла произвести социологическую революцию (как считал Луман), поскольку в ней отсутствовала социетальная критика. Напротив, системная теория являлась социальной технологией, идеологической и технократической попыткой сохранить существующие порядок и формы господства. Согласно Хабермасу, Луман не делал категориального различия между типами действия, что не позволяло выделить коммуникативное действие и влекло функциональный подход к ценностям, оставляя лишь эмпирически целерациональное действие. Луман отвечал, что целерациональное действие столь же проблематично, как и практическая истина, поскольку ни то, ни другое не могут помочь в рассмотрении проблемы комплексности. Понятие комплексности мира как высшего ориентира Хабермас считал семантически бессодержательным, поскольку оно не разрешало заявленную проблему; Луман возражал, что комплексность остаётся конечным критерием, так как не зависит от конкретной системы, но позднее скорректировал свои позиции.
Согласно Хабермасу, поскольку в теории Лумана каждая функциональная система обладает собственной логикой и рациональностью, то современное общество не способно формировать рациональную идентичность, а следовательно, и интерсубъективную форму рациональности, что исключает возможность критики модерна. Поэтому Луман — консерватор. Хабермас считал, что системная теория наследует базовые понятия и вопросы не социологической традиции (от Конта до Парсонса), а скорее философии субъекта и сознания (от Канта до Гуссерля). Хабермас отдавал должное несравнимой «по концептуальной мощи, теоретической фантазии и диапазону возможностей» теории Лумана. Преодолев метафизику (поиски причин и истоков), системная теория представила «объективирующие, но объективные описания многих непростых явлений обитаемого мира»; однако движение «от метафизики к метабиологии» привело Лумана на позицию биолога, сверхнаблюдателя, который смог отделить себя от смыслов наблюдаемой системы. Хабермас так описывал исключение индивида из социальных систем:

Взаимодействие между министерствами — властными учреждениями и капсулой монады «сознание Робинзона» обеспечивает базовые представления о понятийном в социальной системе и системе психики, причём социальная базируется только на коммуникации, а система психики — только на сознании.
Луман отвергал обвинения в консерватизме, утверждая, что в динамичном современном обществе жёсткое разделение между консервативными и прогрессивными позициями более не имеет смысла: прогрессивные идеалы часто отсылали к устаревшим концепциям, их терминология не имела отношения к современному порядку. По Луману, «консерватизм эмансипации» Хабермаса и его сторонников сохранял представления об освобождении субъекта от репрессивных структур и игнорировал сложность социальной жизни; по-настоящему прогрессивным является сохранение современных структур. Луман считал, что морализация социологии, распространённая в марксизме и критической теории, выполняла разделительную, а не конструктивную социальную функцию. В статье «Конец критической социологии» (1991) Луман, отмечая вторичность политических обстоятельств, атаковал онтологические и эпистемологические основания проекта Хабермаса: критическая теория всегда занимала высокомерную, всезнающую позицию (против знания обычных людей, что выражалось в формуле «ложного сознания»). Однако подобное онтологическое наблюдение первого порядка — «истинный» взгляд социетальной критики — невозможно. Концепты Хабермаса некритично выводились из Просвещения и Французской революции — переходного периода к обществу модерна — и потому «очевидно устарели» и привели к неадекватным результатам.

### Рецепция

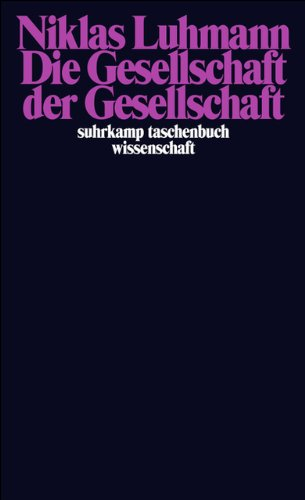
«Общество общества», первое издание

Работы Лумана переведены на основные европейские языки, изданы в России, Китае, Японии и др. Помимо социологии, его идеи повлияли на различные дисциплины в социальных и гуманитарных науках, включая правоведение и теорию права (в ряде стран Луман первоначально получил известность как теоретик права), политическую науку, исследования организаций, эстетику, моральную философию, педагогику, историю и др. Уже с первых публикаций в 1960-х годах внимание специалистов привлекли необычайная независимость, компетентность и междисциплинарный кругозор Лумана. Международная рецепция началась после 1971 года: в Италии, Испании и странах Латинской Америки и Азии; позднее — в Бенилюксе и скандинавских странах. Во Франции влияние системной теории ограничивала доминирующая социология Бурдьё. В Северной Америке Луман малоизвестен, что объясняется тем, что его считали последователем Парсонса, чьи претензии на универсальную теорию были в США отвергнуты, и тем, что в поздний период он соотносил себя с деконструкцией Деррида. Отмечается, что культурный поворот в США, антисоциологический и антитеоретический, сделал рецепцию Лумана практически невозможной. Тем не менее, появился ряд англоязычных эмпирических исследований в русле системной теории, с 1990-х годов многие авторы применяли модель аутопойезиса для анализа системы права, науки, различных отраслей экономики, бухгалтерского учёта и др. Обращение к Луману связывается с попыткой преодолеть постструктурализм и постмодернизм в социальных и гуманитарных науках конца XX века.
В Германии работы Лумана стали классическими в исследованиях коммуникации и медиа (отмечаются области журналистики и политической коммуникации), в социологии и теории права. Учёного часто цитировали в политической социологии, но систематической рецепции не было. В исследованиях коммуникации за первоначальной рецепцией (конец 1960-х — 1980-е годы) последовали жаркие дебаты в 1990-е годы, обсуждались аутопойезис, границы и коды систем публичной коммуникации, в частности, системы журналистики: актуальный — неактуальный, опубликованный — неопубликованный и др. С конца 1990-х годов системная теория утвердила свои позиции в эмпирических исследованиях коммуникации, хотя критика продолжалась (отсутствие эмпирики, нормативности и действующего субъекта).
C 1960-х годов началась длительная рецепция в немецком правоведении: в социологии (эмпирические исследования и социология медицинского права), теории (концепция рефлексивного права) и философии права, компаративистике и истории права (анализ дифференциации на материале римского права). Ранний функционализм Лумана повлиял на гражданское, публичное и уголовное право. Наиболее известный последователь Лумана — правовед и социолог Гюнтер Тойбнер. В силу описательности системной теории, ставящей под сомнение основные принципы права, философы и конституционалисты неоднократно критиковали «правовой этический нигилизм» Лумана. В немецкой политической науке рецепция была противоречива: критика неомарксистов до середины 1970-х годов сочеталась с защитой дисциплинарных границ. В 1980-е годы Луман получил признание как крупный политический теоретик, хотя критиковались его цинизм и скептическое отношение к политическому участию. В 2000-е годы концепт всемирного общества и другие идеи рассматривались в исследованиях международной политики, в теории глобализации и плюрализации права. В исследованиях управления и организаций системная теория не относилась к мейнстриму, но стала продуктивным сегментом изучения управления и лидерства; в 1980-е годы возник «системный организационный консалтинг». В XXI веке наметился международный интерес к идее организаций как систем коммуникации, развивался концепт организационной идентичности. Появились скандинавские и англоязычные исследования взаимодействия между организациями и политической подсистемой, науки и бизнеса, в области консалтинга, связей с общественностью, государственного управления, проектов открытого программного обеспечения и др.
Немецкие философы первоначально считали системную теорию идеологической, некритической и методологически примитивной (отмечалась неверная интерпретация Гуссерля) и если анализировали концепты Лумана, то критически; позднее его теория получила большее признание. Рано, в конце 1960-х годов к системной теории обратились немецкие теологи, считая её альтернативой позитивистским дискуссиям. Рассматривалась дифференциация внутри церкви, вопросы богослужения и душепопечения; критически обсуждались теория религии Лумана, код трансцендентное — имманентное, аутопойезис и др. В Германии системная теория обсуждалась в социальной педагогике, дидактике, педагогике профессионального образования, образовательной компаративистике; рецепция в педагогике началась в 1970-е годы. В академической психологии системная теория игнорируется ввиду отсутствия субъекта, в отличие от психотерапии — рецепция в клинической психологии («системная» и «семейная» терапии) была частью связана с антипсихиатрическим движением после 1968 года. В cultural studies рецепция была незначительной, а в исследованиях гендера — неудачной (попытки адаптировать на рубеже XX—XXI веков оппозицию медиум — форма и др.), хотя лумановский конструктивизм не противоречил их установкам.
Более активно, чем в cultural studies, идеи Лумана адаптировались в немецкоязычном искусствоведении и истории искусства, начиная с 1980-х годов. С 1990-х годов теория применялась в анализе современного искусства: новых медиа — интернета, нет-арта и медиаискусства, визуальных форм искусства; позднее появились работы по истории искусства. Как система рассматривалось и произведение искусства, хотя критиковались слабая концепция Лумана (он признавал, что образцом искусства для него служил литературный текст), ограниченность кода красивый — некрасивый, эмпирические неточности его версии истории искусства, аисторизм. В немецкой исторической науке в 1990-е годы активно велись теоретические дискуссии по теории Лумана, идея функциональной дифференциации использовалась в исследованиях Ренессанса, Нового и Новейшего времени. Одновременно имел место бум исследований медиа и литературы на фоне спада деконструкции, хотя лумановский концепт медиа применялся косвенно. Одни авторы исследовали коэволюцию социальной структуры и литературной семантики на материале XVIII века, следуя тезису о функциональной дифференциации; другие рассматривали текст и контекст как систему и окружающий мир либо социальное и символическое измерения литературы как структурное сопряжение социальной и психической систем.
На русском языке изучение отдельных аспектов творчества Лумана началось в 1980-е годы, публиковались книги и статьи А. Ф. Филиппова и др.; в России на 2014 год отмечался рост интереса к Луману, были изданы, в частности, «Власть» (2001), «Социальные системы» (2007), «Общество общества» (в пяти томах, 2004—2009).
С 1995 года выходит журнал «Социальные системы», посвящённый системной теории.

## Значение
Никлас Луман — один из самых плодовитых социологов XX века (около 75 книг и 500 статей) и один из современных классиков социологии, наряду с Бурдьё, Фуко, Хабермасом, Бауманом; он принадлежит к числу немногих современных авторов, представивших общую социальную теорию, что сближает его с основоположниками дисциплины. Междисциплинарный подход позволил Луману пересмотреть основания социологии: заменить дихотомии субъект — объект и индивид — общество различением системы и окружающего мира и обосновать тезис, что коммуницируют не люди, а сама коммуникация. Луман указал на границы упрощённых версий гуманизма и антропоцентризма, считающих человека причинным и моральным центром мира. Его системная теория, универсальная социология без субъекта, одна из самых оригинальных и междисциплинарных разработок в современной теории, рассматривается как социологический и сциентистский аналог постструктурализма. Петер Слотердайк относит Лумана к «эпохальным мыслителям», в одном ряду с Марксом, Дарвином, Ницше, Соссюром, Хайдеггером, Адорно, Леви-Строссом, Хомским и Фуко. Имя Лумана отмечает момент перелома и время после него.
Луману удалось обновить системный анализ и радикально изменить язык социологии, переосмыслить теорию систем как не-иерархическое самоформирование социальных систем. Подвергнув критике схему «цель — средство» и показав ограничения любой теории действия, учёный осуществил парадигмальный сдвиг от теории действия к теории коммуникации. Среди его главных достижений — концепция социальных систем как систем коммуникации, аутопойетических и замкнутых в своих границах; функциональная дифференциация как главная характеристика современного общества; переход от наблюдения социального мира к наблюдению второго порядка. Луман, отождествив общество с коммуникацией и поместив её в центр социальной жизни, описал процесс самоконституирования общества через коммуникацию. Соединив философские, лингвистические и математические концепты, учёный разработал новый социологический метод рассмотрения того, как социальные системы организуют различные формы коммуникации; наиболее последовательно развил социологическую теорию медиа. Пересмотрев классические социальные теории, Луман осмыслил время и эволюцию, объяснил социальные изменения, которые определяют существование функциональных систем. Его «компаративистский функционализм» проблематизировал сохранение систем: причинно-следственные связи между системой и окружающим миром уступили место постоянно сменяющим друг друга проблемам и новым решениям, а модель изначального порядка или равновесия Парсонса — пробабилистской концепции социальной реальности, в которой центральное и конечное место принадлежит контингентности. В отличие от других теоретиков (Фуко), контингентность у Лумана рассматривается на уровне социологической методологии, играет ключевую роль в исследованиях.
Основа социального порядка — эмпирически наблюдаемое различие, внеисторическая категория, универсальная характеристика социального и в модерне, и в домодерных обществах. Этот подход полностью отделил Лумана от наследия Парсонса. В отличие от разделения труда и солидарности Дюркгейма, теория дифференциации Лумана объясняет появление несолидаристских и морально нейтральных элементов общества, вносит вклад в теории плюрализма. В его теории парадигма дифференциации (Дюркгейм, Парсонс, Бурдьё) воплощается наиболее впечатляюще и радикально: в обществе модерна более невозможны ни социальная или нормативная интеграция (в версии Дюркгейма, Парсонса или жизненного мира Хабермаса), ни моральные предпочтения или привилегированные позиции, как и трансцендентные принципы — разум, рационализация, консенсус. Отвергая Дюркгейма, Луман возвращается к Спенсеру, но, в отличие от либеральной традиции, его ответ исключает социализированных индивидов и их общие компетенции. В дифференцированном обществе отдельные подсистемы сохраняют взаимосвязи, но существуют лишь в виде аутопойетического производства, которое поддерживает их автономию. Общество децентрировано, возможности систем существенно возрастают, а иерархия между ними невозможна. Функциональная дифференциация лишила смысла прежнюю семантику и исключила возможность конечной онтологии, категорий тождества, единства и субстанции. Их место заняли различие, множественность и отношение; отныне социальная реальность рассматривается с позиций конструктивизма: мир есть плод наблюдения, результаты которого различаются в зависимости от используемых различений. По оценке социолога Данило Мартучелли,

... с помощью общей теории систем, которая придаёт социологической теории невероятную степень абстракции, Луману удаётся, не без парадоксов, представить одно из наиболее феноменологически убедительных описаний современного общества... Луман полностью избавляет описание модерна от ностальгии по социальной интеграции. Уровень анализа смещается к социальным системам; наиболее постоянным и значимым условием социальной жизни становится контингентность; единственный критерий суждения — успех эволюции, которую невозможно предсказать в среднесрочной перспективе. Никогда ранее модерн не был так радикально описан с помощью системной дифференциации как контингентная динамика.

## Основные работы
- Funktionen und Folgen formaler Organisationen. — Berlin: Duncker & Humblot[нем.], 1964. — Bd. 20. — (Schriftenreihe der Deutschen Hochschule für Verwaltungswissenschaften in Speyer).
- Grundrechte als Institution. — Berlin: Duncker & Humblot, 1965. — Bd. 24. — (Schriften zum Öffentlichen Recht (SÖR)).
- Öffentlich-rechtliche Entschädigung rechtspolitisch betrachtet. — Berlin: Duncker & Humblot, 1964. — Bd. 24. — (Schriftenreihe der  Deutschen Hochschule für Verwaltungswissenschaften in Speyer).
- Zweckbegriff und Systemrationalität. — Frankfurt: Suhrkamp, 1968. — Bd. 25. — (Soziale Forschung und Praxis).
- Vertrauen. — Stuttgart: Enke, 1968. — Bd. 25. — (Soziologische Gegenwartsfragen. Neue Folge).
- Legitimation durch Verfahren. — Neuwied: Luchterhand[нем.], 1969. — Bd. 66. — (Soziologische Texte).
- Soziologische Aufklärung, 6 Bände. — Opladen: Westdeutscher Verlag[нем.], 1970—1995.
  - Aufsätze zur Theorie sozialer Systeme. — Opladen: Westdeutscher Verlag, 1970. — Bd. 1.
  - Aufsätze zur Theorie der Gesellschaft. — Opladen: Westdeutscher Verlag, 1975. — Bd. 2.
  - Soziales System, Gesellschaft, Organisation. — Opladen: Westdeutscher Verlag, 1981. — Bd. 3. — ISBN 9783531113944.
  - Beiträge zur funktionalen Differenzierung der Gesellschaft. — Opladen: Westdeutscher Verlag, 1987. — Bd. 4.
  - Konstruktivistische Perspektiven. — Opladen: Westdeutscher Verlag, 1993. — Bd. 5.
  - Die Soziologie und der Mensch. — Opladen: Westdeutscher Verlag, 1995. — Bd. 6.
- Theorie der Gesellschaft oder Sozialtechnologie? (mit Jürgen Habermas). — Frankfurt: Suhrkamp, 1971.
- Politische Planung. — Opladen: Westdeutscher Verlag, 1971. — ISBN 9783531110745.
- Rechtssoziologie, 2 Bände. — Reinbek: Rowohlt[нем.], 1972. — Bd. 12. — (Rororo Studium). — ISBN 9783499210013.
- Macht. — Stuttgart: Enke, 1975.
  - Власть / Пер. с нем. А. Ю. Антоновского. — М.: Праксис, 2001. — 266 с. — (Образ общества). — ISBN 5-901574-06-0.
- Funktion der Religion. — Frankfurt: Suhrkamp, 1977.
- Reflexionsprobleme im Erziehungssystem (mit Karl-Eberhard Schorr). — Stuttgart: Klett-Cotta, 1979. — ISBN 9783129350102.
- Gesellschaftsstruktur und Semantik, 4 Bände. — Frankfurt: Suhrkamp, 1980—1995.
- Politische Theorie im Wohlfahrtsstaat. — München / Wien: Olzog, 1981. — Bd. 8/9. — (Analysen und Perspektiven). — ISBN 9783789271861.
- Ausdifferenzierung des Rechts. — Frankfurt: Suhrkamp, 1981.
- The Differentiation of Society. — New York: Columbia University Press, 1982. — (European Perspectives). — ISBN 9780231049962.
- Liebe als Passion. — Frankfurt: Suhrkamp, 1982.
- Soziale Systeme.  Grundriß einer allgemeinen Theorie. — Frankfurt: Suhrkamp, 1984.
  - Социальные системы. Очерк общей теории / Пер. с нем. И. Д. Газиева под ред. Н. А. Головина. — СПб.: Наука, 2007. — 648 с. — (Классика социологии). — ISBN 978-5-02-026871-5.
- Ökologische Kommunikation. — Opladen: Westdeutscher Verlag, 1986.
- Die Wirtschaft der Gesellschaft. — Frankfurt: Suhrkamp, 1988.
- Die Wissenschaft der Gesellschaft. — Frankfurt: Suhrkamp, 1990. — ISBN 978-3-518-28601-2.
  - Истина. Знание. Наука как система / Пер. с нем. А. Антоновского. — М.: Логос, 2016. — 410 с. — ISBN 978-5-8163-0088-9.
- Essays on Self-Reference. — New York: Columbia University Press, 1990.
- Soziologie des Risikos. — Berlin: De Gruyter, 1991.
- Universität als Milieu. — Bielefeld: Haux, 1992. — ISBN 9783925471131.
- Beobachtungen der Moderne. — Opladen: Westdeutscher Verlag, 1992. — ISBN 9783531122632.
- Das Recht der Gesellschaft. — Frankfurt: Suhrkamp, 1993. — ISBN 978-3518581681.
- Die Kunst der Gesellschaft. — Frankfurt: Suhrkamp, 1995. — ISBN 9783518582039.
- Protest. Systemtheorie und soziale Bewegungen. — Frankfurt: Suhrkamp, 1996. — ISBN 9783518755730.
- Die Realität der Massenmedien. — Opladen: Westdeutscher Verlag, 1996. — ISBN 9783531073330.
  - Реальность массмедиа / Пер. с нем. А. Ю. Антоновского под ред. О. В. Кильдюшова. — М.: Праксис, 2005. — 256 с. — (Образ общества). — ISBN 5-901574-46-Х.
- Die Gesellschaft der Gesellschaft, 2 Bd. — Frankfurt: Suhrkamp, 1997. — ISBN 9783518582473.
  - Общество общества. I. Общество как социальная система / Пер. с нем. А. Антоновского. — М.: Логос, 2004. — 232 с. — ISBN 5-8163-0061-х.
  - Общество общества. II. Медиа коммуникации / Пер. с нем. А. Глухова, О. Никифорова. — М.: Логос, 2005. — 280 с. — ISBN 5-8163-0061-х.
  - Общество общества. III. Эволюция / Пер. с нем. А. Антоновского под ред. О. Никифорова. — М.: Логос, 2005. — 256 с. — ISBN 5-8163-0061-х.
  - Общество общества. IV. Дифференциация / Пер. с нем. Б. Скуратова под ред. А. Антоновского, А. Глухова, О. Никифорова. — М.: Логос/Гнозис, 2006. — 320 с. — ISBN 5-8163-0061-х.
  - Общество общества. V. Самоописания / Пер. с нем. А. Антоновского, Б. Скуратова, К. Тимофеевой под ред. А. Антоновского и О. Никифорова. — М.: Логос, 2009. — 320 с. — ISBN 5-8163-0061-х.
- Organisation und Entscheidung. — Opladen: Westdeutscher Verlag, 2000.
- Die Politik der Gesellschaft. — Frankfurt: Suhrkamp, 2000. — ISBN 9783518582909.
- Die Religion der Gesellschaft. — Frankfurt: Suhrkamp, 2000. — ISBN 9783518582916.
- Das Erziehungssystem der Gesellschaft. — Frankfurt: Suhrkamp, 2002. — ISBN 978-3-518-29193-1.
- Einführung in die Systemtheorie. — Heidelberg: Carl-Auer[нем.], 2002. — ISBN 978-3896702920.
  - Введение в системную теорию / Пер. с нем. А. Антоновского под ред. О. Никифорова. — М.: Логос, 2007. — 360 с. — ISBN 5-8163-0076-8.
- Theories of Distinction. — Stanford: Stanford University Press, 2002. — ISBN 978-0804741231.
- Einführung in die Theorie der Gesellschaft. — Heidelberg: Carl-Auer, 2005. — ISBN 389670477X.
- Die Moral der Gesellschaft. — Frankfurt: Suhrkamp, 2008. — ISBN 978-3-518-29471-0.
- Ideenevolution. — Frankfurt: Suhrkamp, 2008. — ISBN 978-3-518-29470-3.
- «Tragic Choices». Luhmann on Law and States of Exception / William Rasch (ed.). — Stuttgart: Lucius&Lucius, 2008. — Bd. 14. — (Soziale Systeme). — ISBN 978-3828204577.
- Liebe. Eine Übung. — Frankfurt: Suhrkamp, 2008. — ISBN 978-3-518-58504-7.
- Politische Soziologie. — Berlin: Suhrkamp, 2010. — ISBN 978-3-518-58541-2.

## Комментарии
1. ↑  Реальность определяется как единство различия между познанием и объектом[92].
2. ↑  Даже если бы не было Бога (лат.).
3. ↑  Первоначально Луман колебался между «действием» и «коммуникацией» в качестве конститутивных элементов, сохраняя отсылки к «коммуникативному действию». Действие противопоставлялось «опыту» (объективным обстоятельствам); это различение не онтологическое, а производится и приписывается системой и потому нестабильно: субъективное и объективное могут меняться местами[193][70].
4. ↑  Луман частью следует анализу Гофмана[197].
5. ↑  Как это случилось в коммунистических странах, где экономику пытались подчинить политике[253].
6. ↑  Луман критикует мир-системный подход И. Валлерстайна, слишком зависимый от «староевропейской» семантики — различения центра и периферии[255].
7. ↑  Концепт всемирного общества и связанные идеи были сформулированы Луманом ещё в начале 1970-х годов[93].
8. ↑  Остались функциональная дифференциация, аутопойезис, оперативная замкнутость, структурное сопряжение.
9. ↑  Автор во многом следовал работам Р. Козеллека.
10. ↑  По выражению Лумана, одно их «худших понятий, когда-либо созданных»[289].
11. ↑  Луман избегает прямых каузальных связей, однако, например, крах онтологической метафизики квази-причинным образом «коррелирует» с функциональной дифференциацией. Социальные изменения XVIII века не повлекли открытия в квантовой физике, но стали условием их возможности[292].
12. ↑  В защиту Лумана утверждается, что его «необычайный эклектизм» был сознательным выбором, стратегией[308][309], которая, с одной стороны, отвечала на вызовы комплексного общества[310], а с другой стороны, подразумевала креативность, открытость и изменчивость — Луман сохранял лишь базовое различение системы и окружающего мира. Его «функциональный эклектизм» изменял и адаптировал для собственных теоретических задач понятия и подходы несовместимых авторов и традиций (Парсонс, Матурана, Деррида)[311][309].
13. ↑  В то же время можно утверждать, что концепция не претендовала на целостное осмысление общества, поскольку избежать редукционизма невозможно[85].
14. ↑  Роль государства, плюрализм, социальное единство, политические ценности.
15. ↑  Теоретики зачастую следуют арендтовской концепции действия и акцентируют гражданское общество, локальное участие, социальные движения и антисистемное действие[331].
16. ↑  Чили, Мексика, Бразилия.
17. ↑  Япония, Южная Корея, Тайвань, Китай.
18. ↑  Если в Европе Деррида определял повестку социальной теории в 1980-е и 1990-е годы, то в США влияние деконструкции ограничивалось литературной критикой.
19. ↑  Другими причинами называются расхождение между антигуманизмом Лумана и представлениями о гражданском обществе либерализма или коммунитаризма, а также его манера письма[312].
20. ↑  В контексте социальных изменений после 1968 года[373].
21. ↑  И эпизодически — в Голландии.
22. ↑  Универсализм часто подвергался критическим атакам — от критики Парсонса Ч. Миллсом до критики социологической традиции (от Дюркгейма до Бурдьё) Б. Латуром[65].

### Luhmann-Handbuch
- Baecker, Dirk. Niklas Luhmann: Der Werdegang // Luhmann-Handbuch. Leben — Werk — Wirkung  / O. Jahraus / A. Nassehi u.a. (Hrsg.). — Stuttgart; Weimar: J.B. Metzler[нем.], 2012. — S. 1—3. — ISBN 978-3-476-05271-1.
- Fuchs, Peter. Sphinx ohne Geheimnis — Zur Unkenntlichkeitsbiographie Niklas Luhmanns. — 2012. — S. 4—6.
- Schmidt, Johannes F. K. Luhmanns Zettelkasten und seine Publikationen. — 2012. — S. 7—11.
- Nassehi, Armin. Luhmann und Husserl. — 2012. — S. 13—18.
- Münch, Richard. Luhmann und Parsons. — 2012. — S. 19—23.
- Ortmann, Günther. Luhmann und die Organisationssoziologie. — 2012. — S. 23—28.
- Grizelj, Mario. Luhmann, die Kybernetik und die Allgemeine Systemtheorie. — 2012. — S. 29—34.
- Saake, Irmhild. Systemtheorie als Differenzierungstheorie. — 2012. — S. 41—47.
- Nassehi, Armin. Systemtheorie als Evolutionstheorie. — 2012. — S. 47—51.
- Baecker, Dirk. Systemtheorie als Kommunikationstheorie. — 2012. — S. 52—57.
- Müller, Julian. Systemtheorie als Medientheorie. — 2012. — S. 57—62.
- Nassehi, Armin. Systemtheorie als Gesellschaftstheorie. — 2012. — S. 62—67.
- Klymenko, Iryna. Autopoiesis. — 2012. — S. 69—71.
- Müller, Julian. Differenz, Differenzierung. — 2012. — S. 73—75.
- Opitz, Sven. Doppelte Kontingenz. — 2012. — S. 75—77.
- Mayr, Katharina. Geschlossenheit / Offenheit. — 2012. — S. 84—86.
- Atzeni, Gina. Interaktion / Organisation / Gesellschaft. — 2012. — S. 88—90.
- Mainzer, Klaus. Komplexität. — 2012. — S. 92—95.
- Saake, Irmhild. Kultur. — 2012. — S. 95—97.
- Grizelj, Mario. Medien. — 2012. — S. 99—101.
- Stempfhuber, Martin. Moderne. — 2012. — S. 103—105.
- Kirchmeier, Christian. Moral. — 2012. — S. 105—107.
- Grizelj, Mario. Operation / Beobachtung. — 2012. — S. 107—110.
- Nassehi, Armin. Paradoxie. — 2012. — S. 110—111.
- Göbel, Andreas. Selbstbeschreibung. — 2012. — S. 113—115.
- Kirchmeier, Christian. Semantik. — 2012. — S. 115—117.
- Kirchmeier, Christian. Sinn. — 2012. — S. 117—119.
- Jahraus, Oliver. Strukturelle Kopplung. — 2012. — S. 121—123.
- Siri, Jasmin. System / Umwelt. — 2012. — S. 123—125.
- Werron, Tobias. Welt. — 2012. — S. 125—127.
- Nassehi, Armin. Zeit. — 2012. — S. 127—128.
- Koenen, Elmar. Theorie der Gesellschaft oder Sozialtechnologie — Was leistet die Systemforschung? (1971). — 2012. — S. 150—156.
- Kirchmeier, Christian. Wissenssoziologie. — 2012. — S. 317—321.
- Tenorth, Heinz-Elmar. Erziehungswissenschaft. — 2012. — S. 331—336.
- Hörster, Detlef. Ethik. — 2012. — S. 336—340.
- Grizelj, Mario. Gender Studies. — 2012. — S. 340—346.
- Becker, Frank. Geschichtswissenschaft. — 2012. — S. 347—351.
- Wendelin, Manuel. Kommunikationswissenschaft. — 2012. — S. 352—356.
- Grizelj, Mario. Kulturwissenschaft. — 2012. — S. 357—363.
- Huber, Hans Dieter. Kunstwissenschaft. — 2012. — S. 364—368.
- Jahraus, Oliver. Literatur- und Medienwissenschaft. — 2012. — S. 369—373.
- Wimmer, Rudolf. Organisationstheorie, Management und Beratung. — 2012. — S. 373—378.
- Schönwälder-Kuntze, Tatjana; Göldner, Philip. Philosophie. — 2012. — S. 379—383.
- Czerwick, Edwin. Politikwissenschaft. — 2012. — S. 384—389.
- Simon, Fritz B. Psychologie. — 2012. — S. 389—393.
- Fateh-Moghadam, Bijan. Rechtswissenschaft. — 2012. — S. 393—399.
- Nassehi, Armin. Soziologie. — 2012. — S. 399—407.
- Karle, Isolde. Theologie. — 2012. — S. 408—413.
- Jahraus, Oliver et al. Zeittafel. — 2012. — S. 441.
- Jahraus, Oliver et al. Inhaltsverzeichnis. — 2012. — S. VI.